# Nikolaikirche (Leipzig)

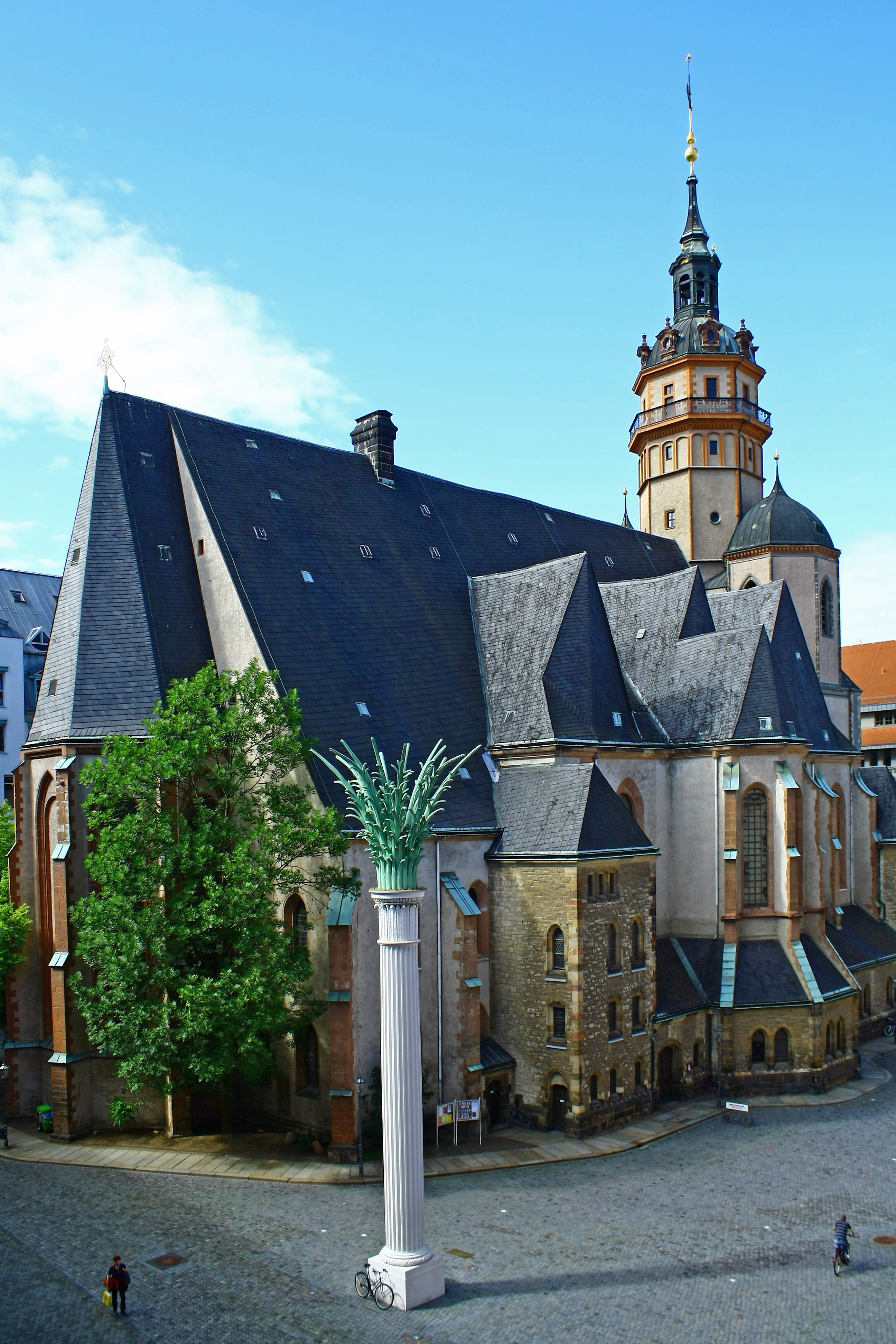
Die Nikolaikirche von Nordosten mit der Nikolaisäule (August 2010)

Die Nikolaikirche (offiziell: Stadt- und Pfarrkirche St. Nikolai) ist die älteste und größte Kirche in der Innenstadt von Leipzig sowie neben der Thomaskirche die bekannteste Kirche der Stadt. Der nach dem heiligen Nikolaus benannte Sakralbau ist Hauptkirche der evangelisch-lutherischen St.-Nikolai-Kirchengemeinde Leipzig. Die Umgestaltung und Ausstattung des Innenraumes der Nikolaikirche stellt eine bedeutende Schöpfung des Klassizismus dar.
Die Gemeinde der Johanniskirche, deren Gebäude infolge des Bombenangriffs auf Leipzig am 4. Dezember 1943 ausbrannte und 1949 abgerissen wurde, ist seither Bestandteil der Nikolaigemeinde. Die Heilig-Kreuz-Kirche im Leipziger Stadtteil Neustadt ist neben der Nikolaikirche das zweite Gotteshaus der Kirchgemeinde St. Nikolai.
Im Herbst 1989 war die Nikolaikirche zentraler Ausgangspunkt der friedlichen Revolution in der DDR mit dem anschließenden Mauerfall in Berlin am 9. November 1989 und der Wiedervereinigung Deutschlands am 3. Oktober 1990.
Ende 2021 hatte die Nikolaigemeinde 2600 Mitglieder.

## Geschichte und Baugeschichte

Historische Ansichten
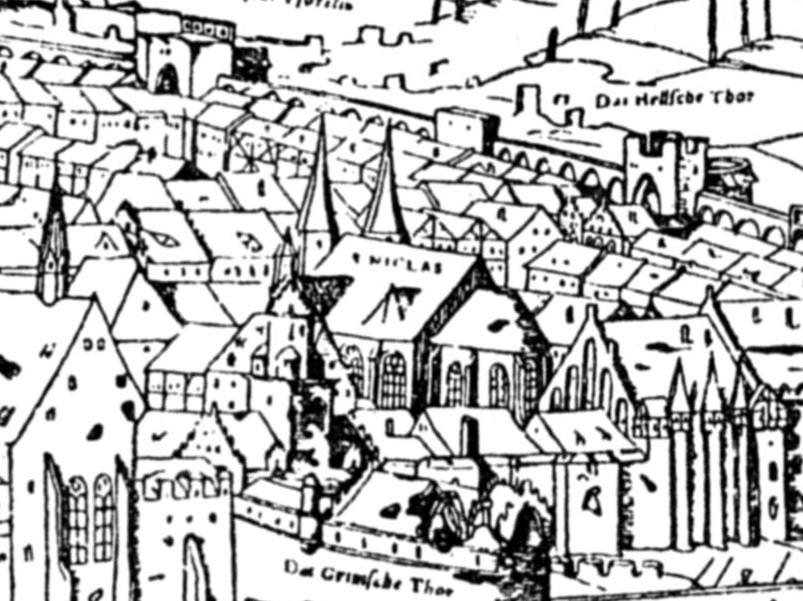
1547
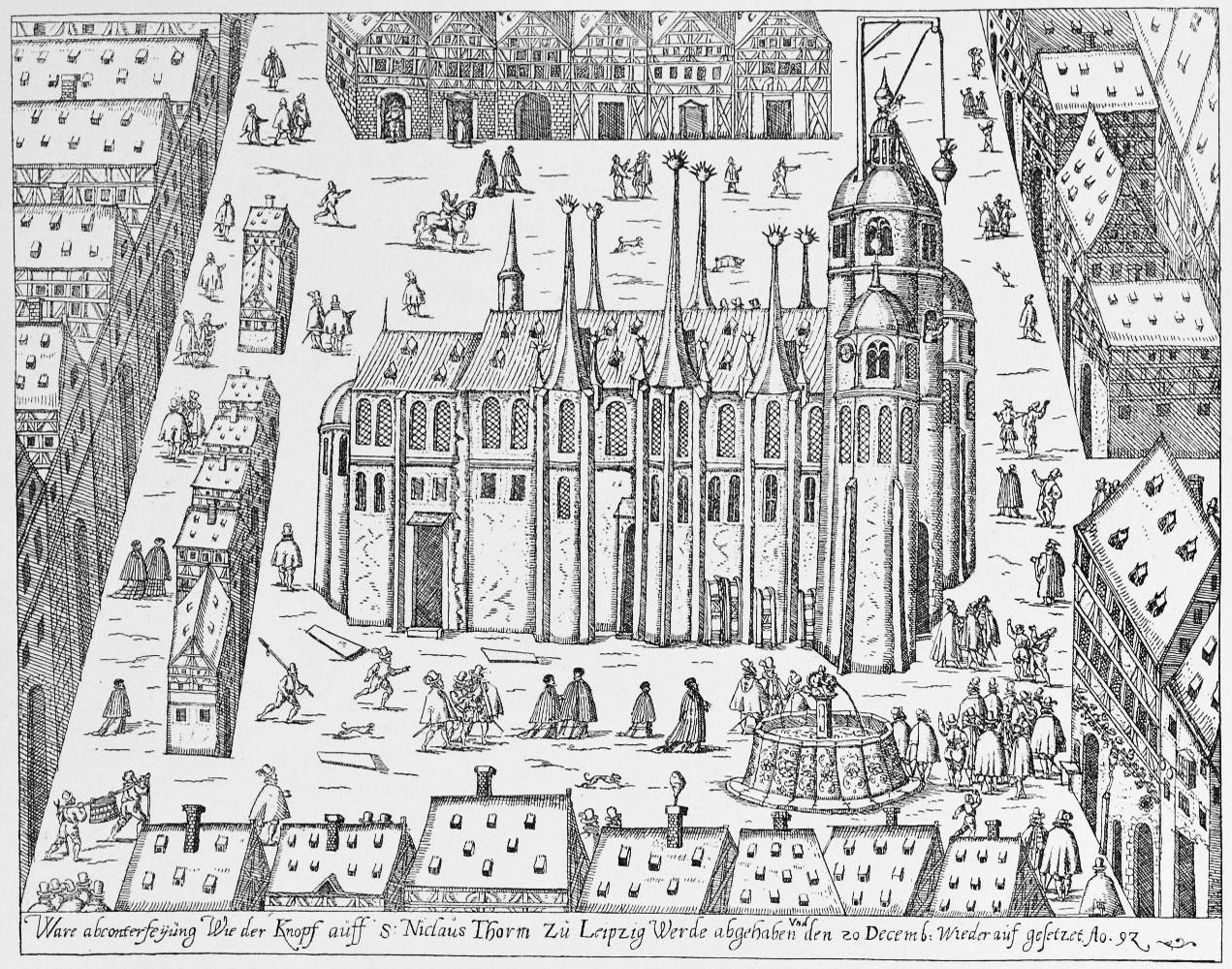
1592
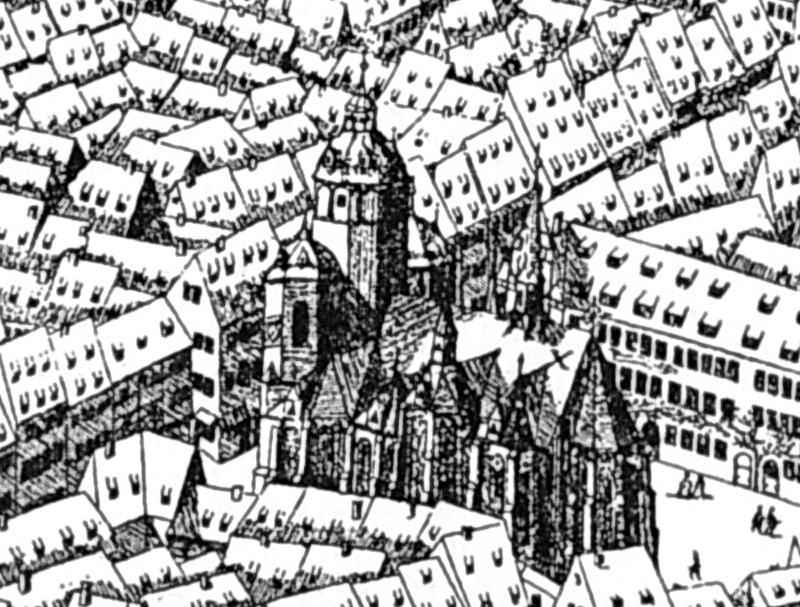
1615
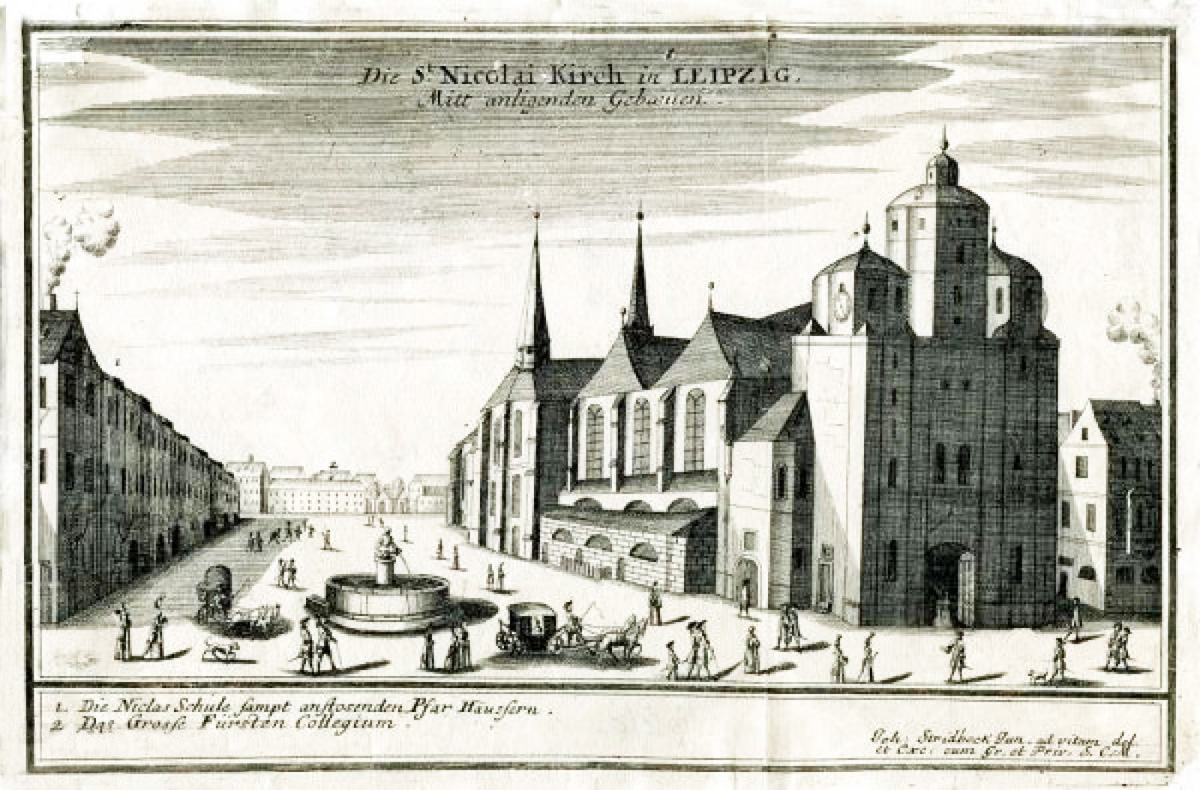
1695
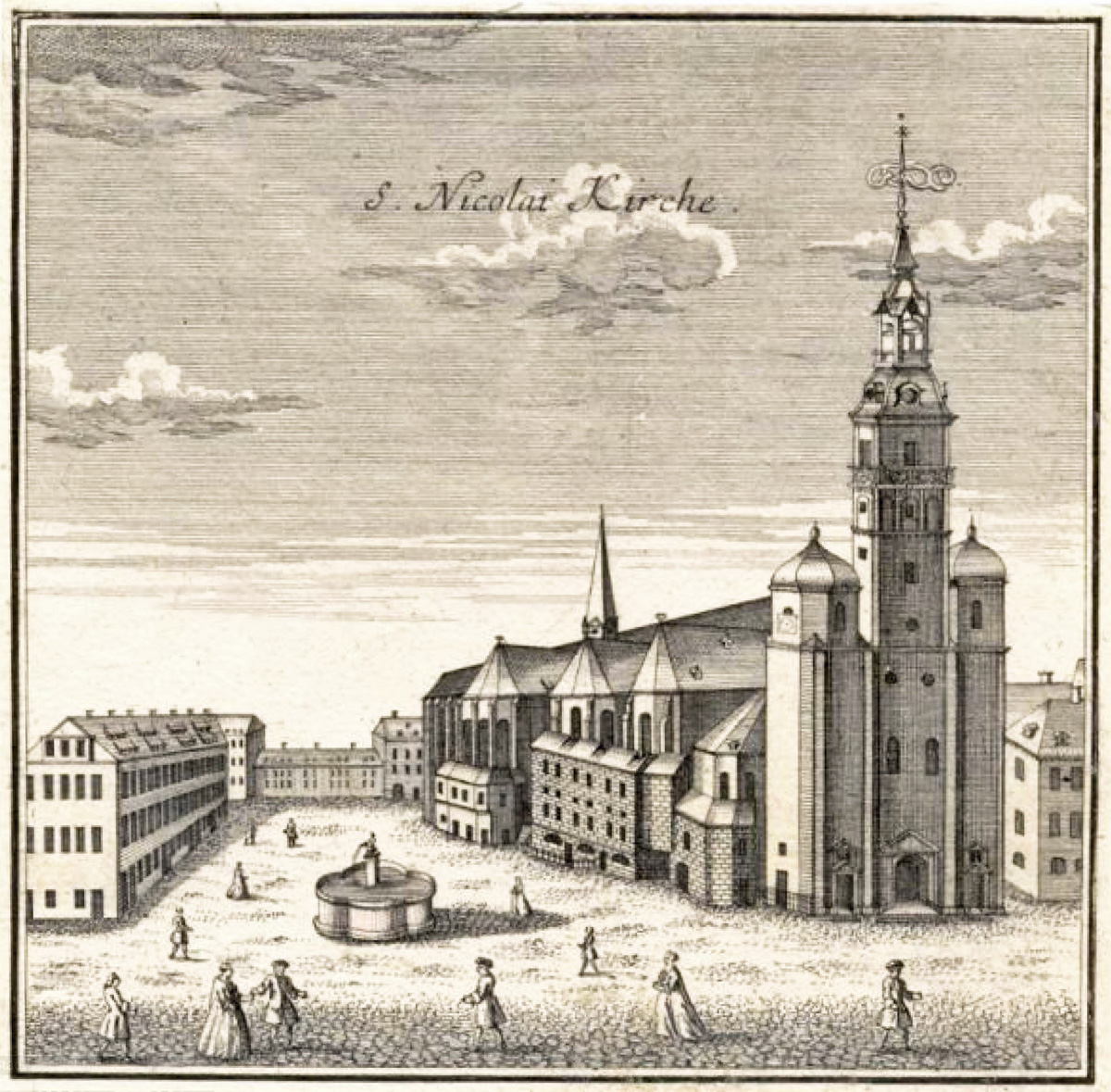
1749

Die Stadt- und Pfarrkirche St. Nikolai wurde ab 1165 nach der Verleihung des Stadt- und Marktrechtes an Leipzig im romanischen Stil erbaut. An der Westseite der Kirche ist der romanische Ursprung bis heute sichtbar. Im 15. und 16. Jahrhundert, nachdem Leipzig durch Silberfunde im Erzgebirge zu üppigem Wohlstand gelangte, erfolgten Erweiterungen und der vollständige Umbau zur dreischiffigen spätgotischen Hallenkirche.
Am 25. Mai 1539 wurde durch die Predigten der Reformatoren Justus Jonas der Ältere und Martin Luther die Reformation in Leipzig begonnen. Die Kirche wurde damit Sitz des ersten Superintendenten der Stadt Johann Pfeffinger.
In der Nikolaikirche führte Johann Sebastian Bach zahlreiche seiner Kantaten und Oratorien zum ersten Mal mit dem Thomanerchor auf, darunter auch die Johannespassion, sein bis dahin umfangreichstes Werk, am Karfreitag, dem 7. April 1724. Mit dem Amtsantritt von Günther Ramin zog der Thomanerchor, nachdem er die Kirchenmusik seit der Reformation auch in der Nikolaikirche gestaltete, sich 1940 in die Thomaskirche zurück. 1945 wurde darum ein eigener Nikolaikirchenchor gegründet.
Der achteckige Mittelturm wurde wesentlich 1555 über dem romanischen Westwerk von Hieronymus Lotter unter Beteiligung des Baumeisters Paul Speck und anderer erbaut; damals entstanden die drei unteren achteckigen Geschosse. In den Jahren 1730–1734 setzte der Architekt Johann Michael Senckeisen die Türmerwohnung mit Dach und Laterne auf, wodurch nunmehr eine Gesamthöhe von 75 m erreicht wurde. Er wurde bis 1932 von einem Türmer bewohnt.
Im Zuge der Aufklärung und Revolutionsarchitektur wurde der Innenraum der Kirche zwischen 1784 und 1797 nach dem Ideal der Urhütte (Bäume (Säulen), Blätterdach usw.) umgestaltet. Darauf weist auch die 1799 errichtete Palmsäule vor der Kirche hin. Der sich über sieben Ebenen erstreckende Dachstuhl weist bis heute einige Beschädigungen bzw. Einschläge von Kanonenkugeln, die vermutlich während der Völkerschlacht passierten, auf. Die Turmuhr ist von 1874. Die letzten großen baulichen Veränderungen erfolgten von 1901 bis 1902 an der Außenfassade. Das spätgotische Aussehen wurde beibehalten.
Die EKD stellte zwischen 1973 und 1975 eine nicht näher bekannte Summe in D-Mark bereit, damit über ein Kirchenbauprogramm in der DDR dieselbe Summe in DDR-Mark für Sanierungs-Bauleistungen dieses Sakralbaus (Fußboden-Restaurierung) verfügbar war.
Die Montagsdemonstrationen, die gegen das DDR-Regime gerichtet waren, entwickelten sich aus den Montagsgebeten, die in der Nikolaikirche bereits Anfang der 1980er-Jahre stattfanden und anfänglich nur von einigen wenigen Menschen besucht wurden (vgl. Friedliche Revolution (Leipzig)). In den späten Novembertagen 1982 wurde in der Nikolaikirche zum ersten Mal in der DDR eine große Schautafel mit dem Symbol für Schwerter zu Pflugscharen öffentlich aufgestellt. Ende der 1980er-Jahre gingen allwöchentlich Zehntausende, manchmal sogar über 100.000 Menschen, während der Montagsdemonstrationen auf die Leipziger Straßen, um für Demokratie, freie Wahlen, Reisefreiheit und die Einheit Deutschlands zu demonstrieren.
Auf dem Nikolaikirchhof neben der Kirche wurde 1999 nach Entwürfen des Leipziger Künstlers Andreas Stötzner die Nachbildung einer Dautheschen Säule errichtet, die als Friedenssäule an die Montagsdemonstrationen und die Friedhaftigkeit der Revolution erinnern soll. Im Jahr 1995 drehte Frank Beyer einen nach der Kirche benannten Film, der die Geschehnisse des Jahres 1989 künstlerisch aufarbeitete.
Jahrzehntelang stellte die Nikolaigemeinde ihre Kirche dem Leipziger Propsteichor als Probe- und Aufführungsstätte zur Verfügung. Die Propsteikirche war im Zweiten Weltkrieg beschädigt und später gesprengt worden. Selbst als die Propsteigemeinde in den 1980er Jahren in eine neue Kirche am Rosenthal ziehen konnte, trat ihr Chor weiterhin auch in St. Nikolai auf, und führte dort z. B. jährlich am 2. Weihnachtsfeiertag ein Weihnachtsliedersingen auf.
Bis 1992 gab es an St. Nikolai vier Pfarrstellen, 2006 wurde auch die dritte Pfarrstelle abgeschafft.
Christian Führer war bis zum 30. März 2008 2. Pfarrer der Nikolaikirche. Sein Nachfolger wurde Bernhard Stief. Nachfolger von Superintendent und dem 1. Pfarrer Martin Henker wurde im Jahr 2020 Sebastian Feydt (54), zuvor Pfarrer an der Frauenkirche zu Dresden.

## Innenraum und Ausstattung
Von 1521 stammt die sogenannte Lutherkanzel in der Nordkapelle. Sie stand bis 1785 am dritten südlichen Pfeiler des Hauptschiffes. Von 1784 bis 1797 wurde der Innenraum im klassizistischen Stil durch den Leipziger Stadtbaumeister Johann Carl Friedrich Dauthe grundlegend umgebaut. Die Gemälde der klassizistischen Ausstattung schuf der Leipziger Akademiedirektor Adam Friedrich Oeser. Dauthes Umgestaltung ist beeinflusst durch die Architekturtheorie von Marc-Antoine Laugier. Das Gesamtkonzept folgt Laugiers Forderungen im Kapitel De la difficulté de décorer les églises gothiques seiner Observations sur l’architecture (Den Haag 1765). Laugier äußert sich positiv über die gotischen Kirchenbauten, will sie aber in klassischen Formen korrigieren und mittelalterliche Ausstattungselemente beseitigen.

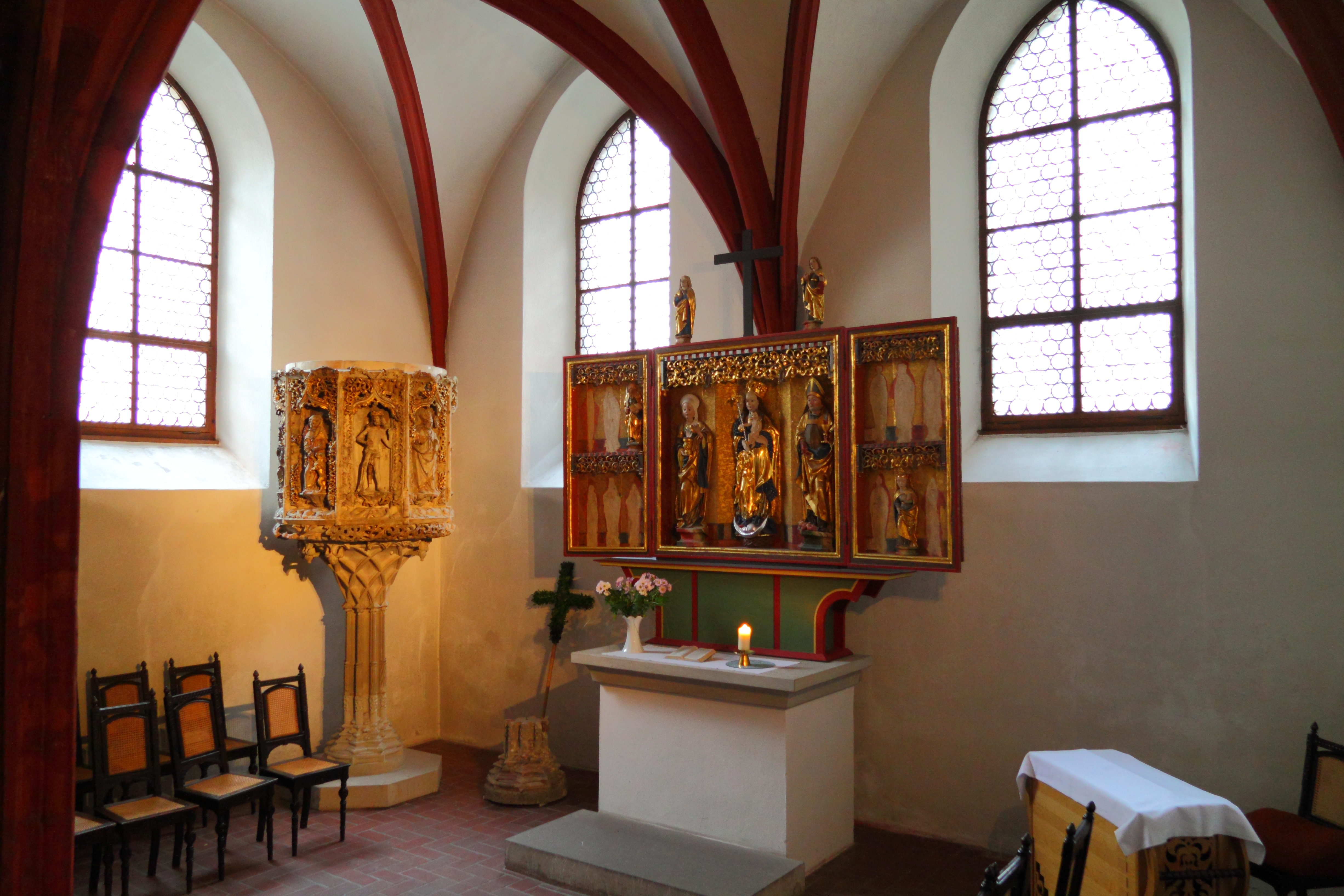
Niedergräfenhainer Altar in der Nordkapelle

Dauthe deutete nach Laugiers Vorstellungen die Pfeiler der spätgotischen Hallenkirche durch Abarbeitung bzw. Antragung eines Stuckmantels in kannelierte Säulen von rötlichem Farbton um. Die aus ihren Palmenkapitellen aufsprießenden hellgrünen Blätter kaschieren den Ansatz der gotischen Kreuzgewölbe. Deren Gewölbefelder sind zu klassischen, mit Rosetten besetzten Kassetten geworden. Alles ist auf den Farbakkord Weiß-Rosa-Hellgrün abgestellt. Die von Doppelsäulen korinthischer Ordnung getragenen Emporen orientieren sich hingegen mehr an Laugiers Essai sur l’architecture (Paris 1753, 2. Aufl. 1755). Im Chor wurde ein hölzernes Tonnengewölbe unterhalb des mittelalterlichen Gewölbes eingezogen.
1903 erwarb die Kirchengemeinde St. Nikolai den zweiflügeligen sogenannten Niedergräfenhainer Altar aus der Kirche Niedergräfenhain. Der 1510 von unbekanntem Meister geschaffene Schnitzaltar stand bis 1943 in der Nordkapelle und fand erst lange nach dem Zweiten Weltkrieg dort wieder seinen Platz.
Neben dem Hauptaltar wurde 1982 für das erste Friedensgebet auf einem Ständer aus Metall ein einfaches Holzkreuz aufgestellt.
Mit mehr als 1400 Sitzplätzen gehört die Nikolaikirche zu den größten Kirchen Sachsens.

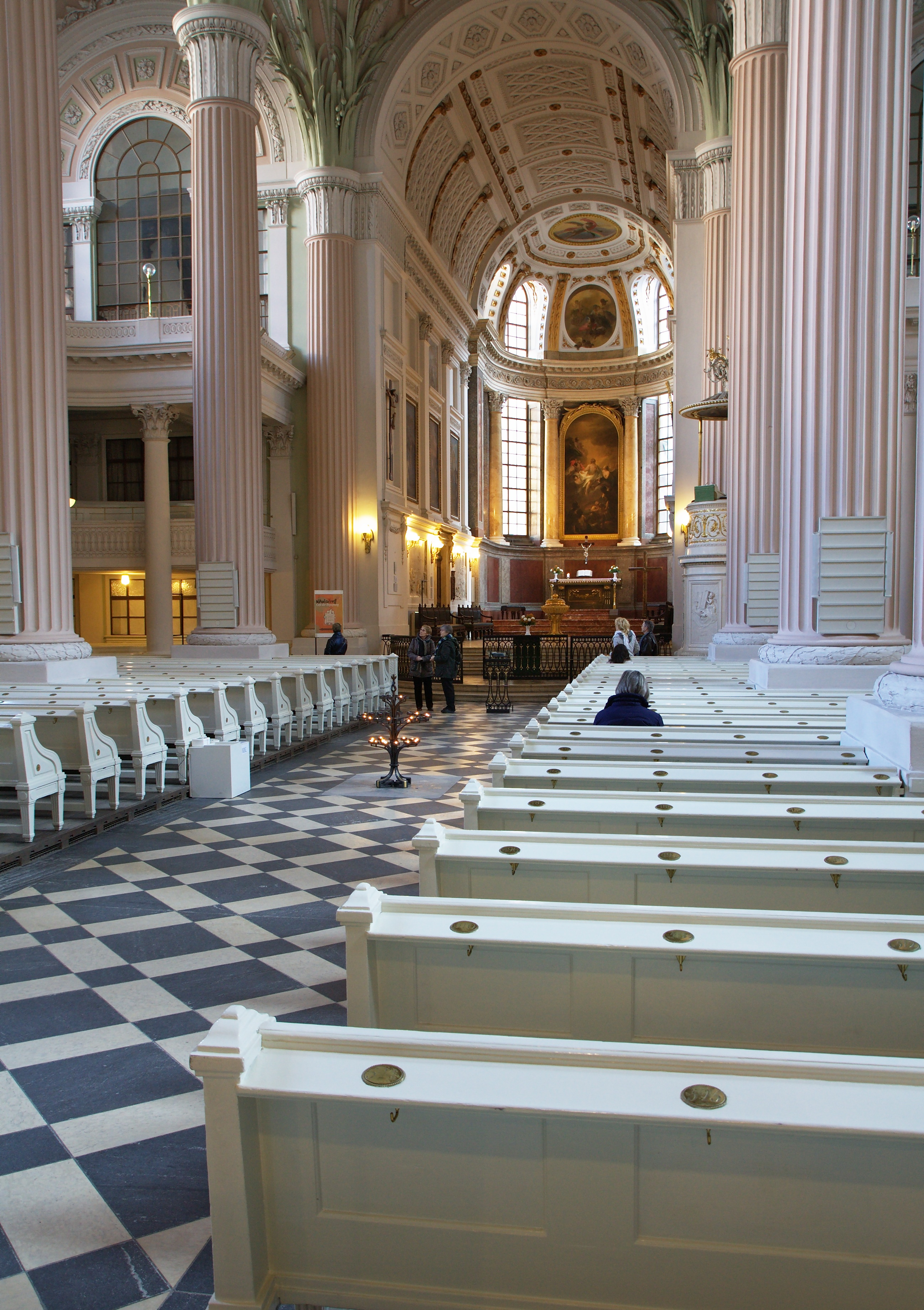
Kirchenschiff
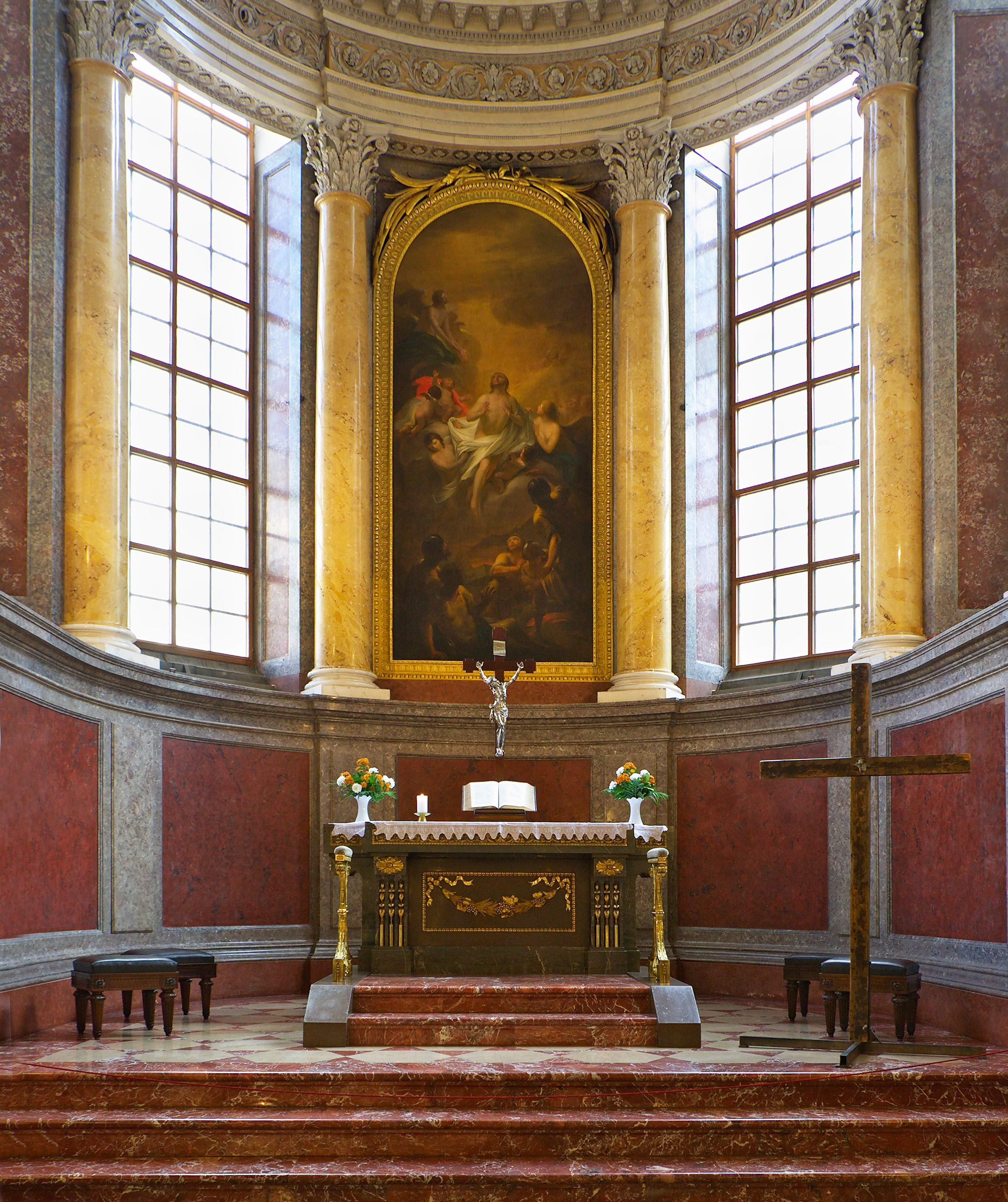
Altar
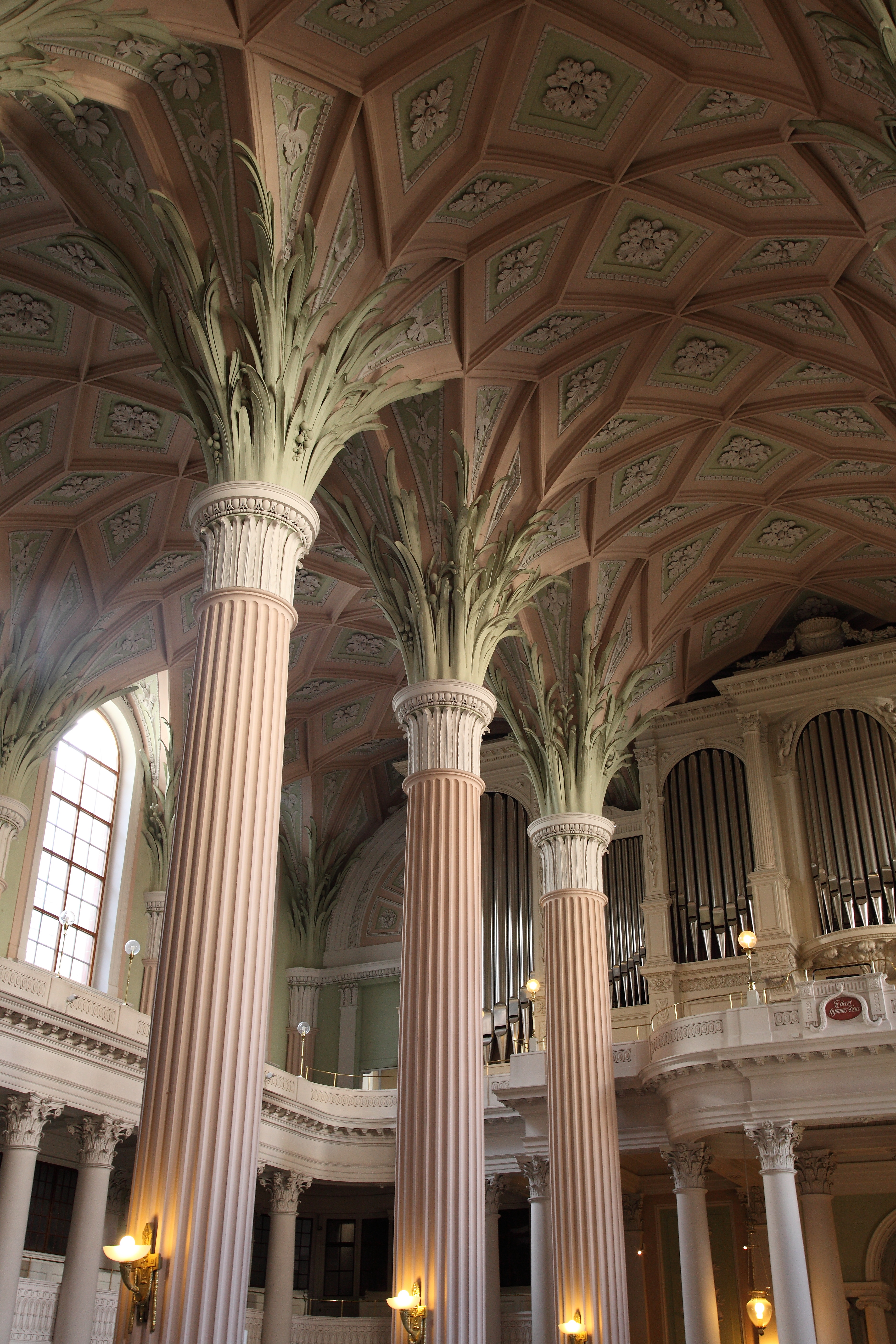
Säulenreihe
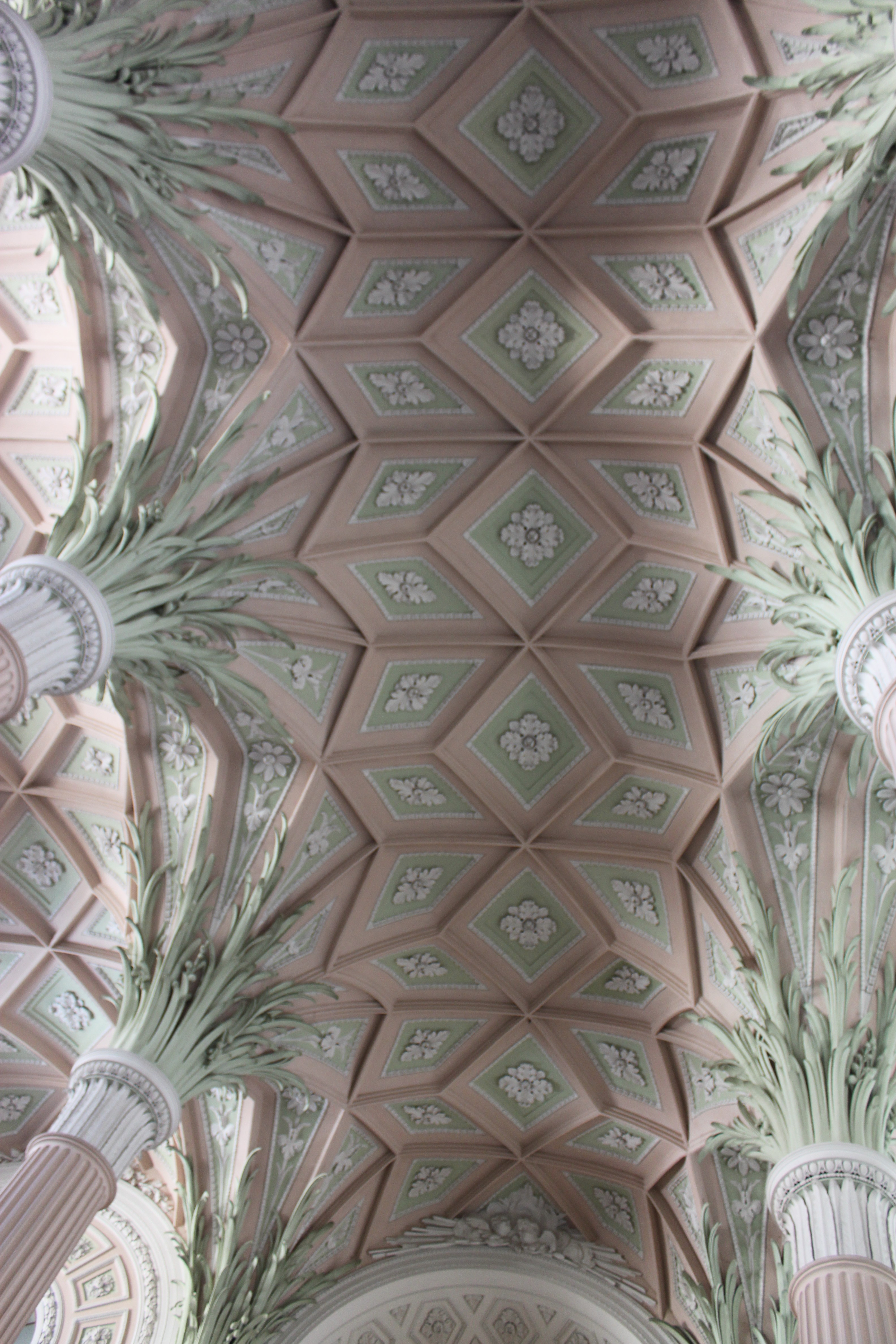
Deckengewölbe
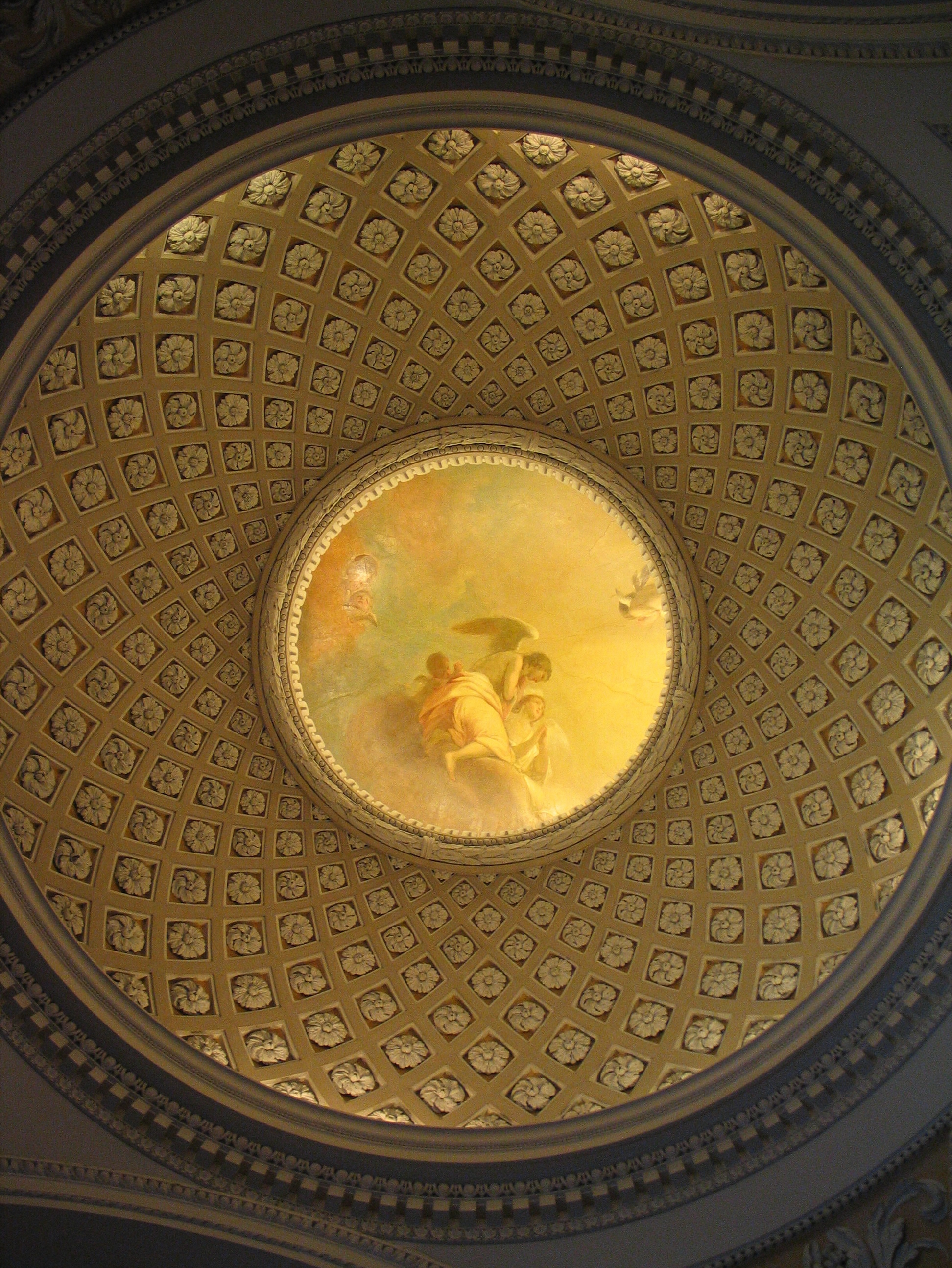
Deckengemälde von Adam Friedrich Oeser in der Turmhalle
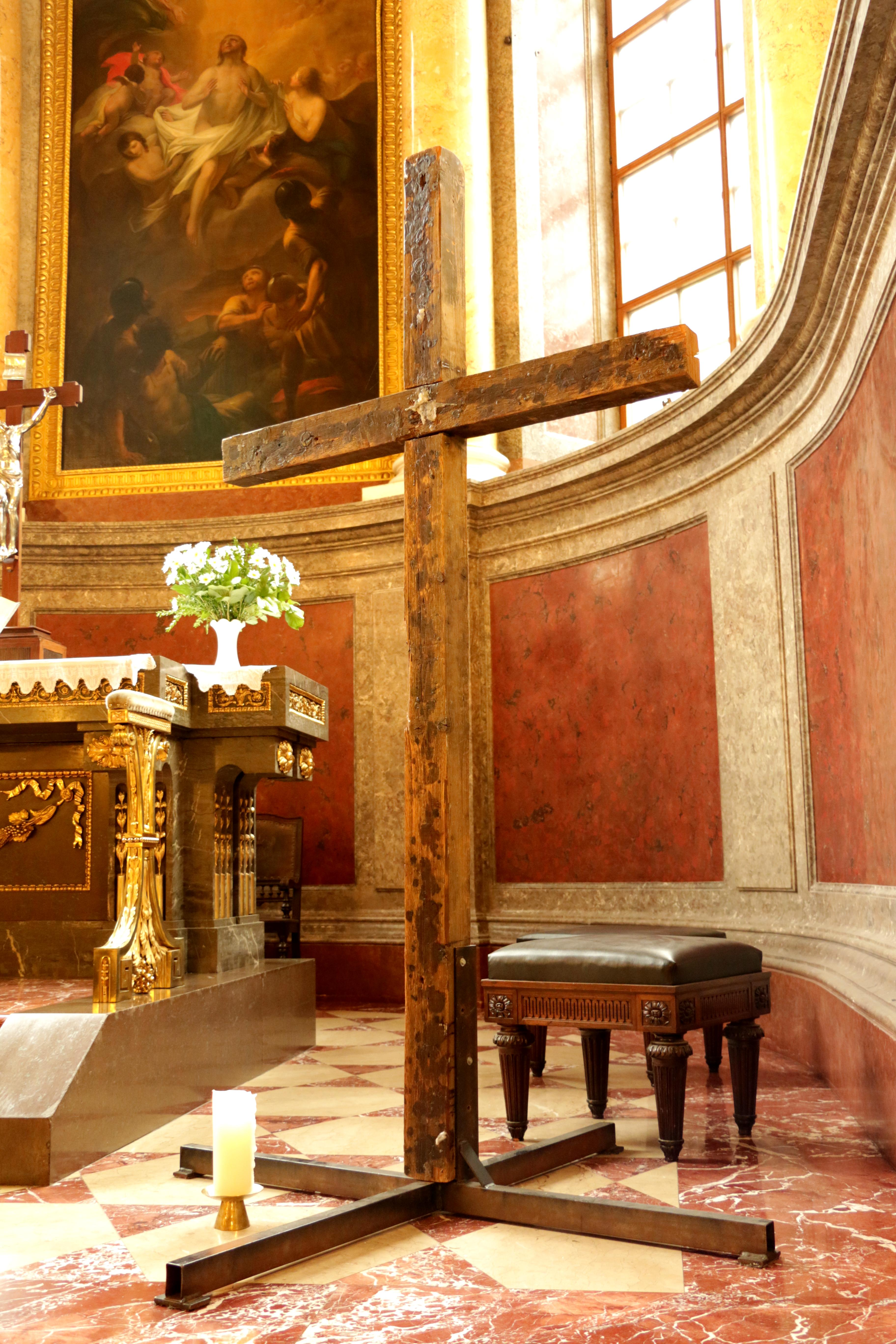
Holzkreuz von 1982 im Altarraum

## Orgeln

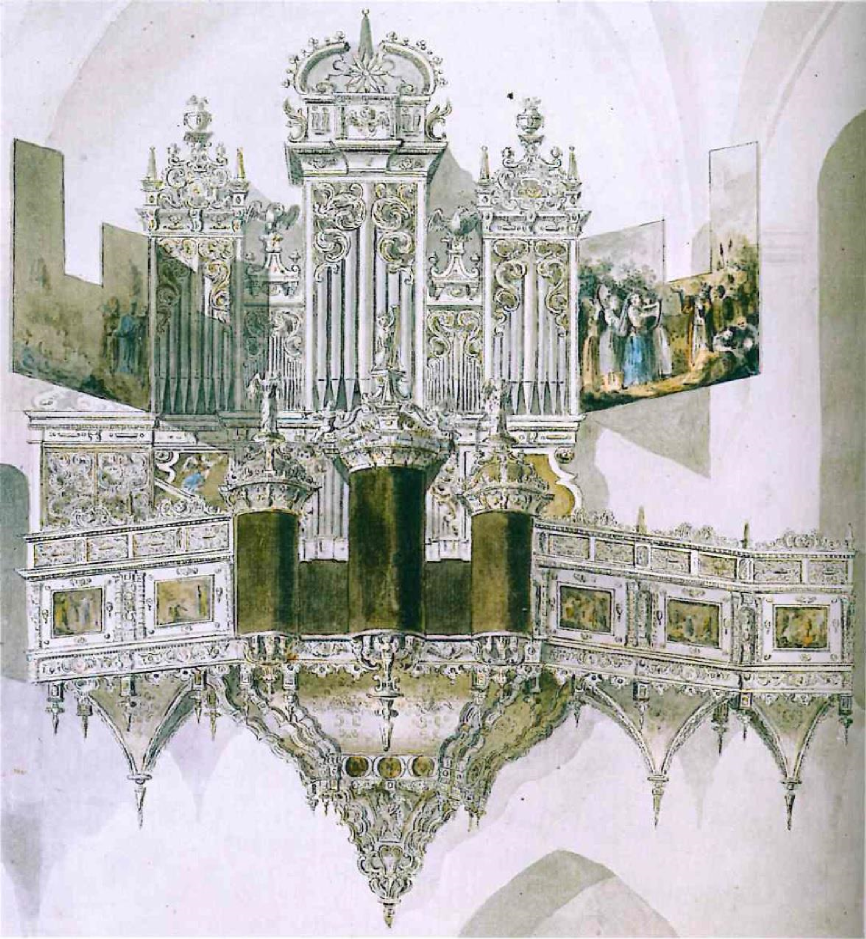
Zustand der Orgel 1785

Erstmals wird eine Orgel im Jahr 1479 erwähnt, die im südlichen Seitenschiff errichtet war. Mehrfach arbeitete Hermann Raphael Rodensteen an dem Instrument. Johann Lange baute 1597–1598 ein neues Werk (II/P/27), Valentin Silbermann das Gehäuse und Thomas Lichtenstein und sein Geselle Heinrich Eckersen die Seitenflügel. Das Gehäuse wurde 1625–1626 erneuert und das Werk nach Kriegsschäden 1638–1639 durch Andreas Werner instand gesetzt. Zacharias Thayßner erweiterte das Instrument 1693–1694 auf III/P/36. Nach einer Renovierung durch Johann Scheibe im Jahr 1725 folgten Reparaturen durch Zacharias Hildebrandt 1739–1740 und 1750–1751.
In den Jahren 1785–1787 ersetzte der Orgelbauer Johann Gottlob Trampeli das Instrument durch einen Neubau. Das Schleifladen-Instrument hatte 48 Register auf drei Manualwerken und Pedal. Die Trakturen waren mechanisch. Große Teile der Vorgängerorgel waren 1795 als Geschenk des Rates der Stadt Leipzig in die Moritzkirche Taucha gebracht und dort von Trampeli zu einem kompletten Instrument ergänzt worden.
| I Hauptwerk C–e3   |         |
| Principalbass      | 16′     |
| Quintatoen         | 16′     |
| Principal          | 08′     |
| Spitzflöte         | 08′     |
| Rohrflöte          | 08′     |
| Octave             | 04′     |
| Spitzflöte         | 04′     |
| Rohrflöte          | 04′     |
| Quinte             | 02 ⁄3′  |
| Octave             | 02′     |
| Terz               | 01 3⁄5′ |
| Cornett IV (ab g0) |         |
| Mixtur VI          | 02′     |
| Cimbel III         | 01′     |
| Trompete           | 08′     |

| II Oberwerk C–e3 |         |
| Bordun           | 16′     |
| Principal        | 08′     |
| Stark Gedackt    | 08′     |
| Viola di Gamba   | 08′     |
| Octave           | 04′     |
| Gemshorn         | 04′     |
| Nasat            | 02 ⁄3′  |
| Octave           | 02′     |
| Quinte           | 01 ⁄3′  |
| Flageolet        | 01′     |
| Terz             | 01 3⁄5′ |
| Cornet d'Echo V  |         |
| Mixtur IV        | 01 ⁄3′  |
| Vox Humana       | 08′     |

| III Brustwerk C–e3     |        |
| Lieblich Gedackt       | 08′    |
| Quintatön              | 08′    |
| Principal              | 04′    |
| Salicet                | 04′    |
| Rohrflöten Nasat       | 02 ⁄3′ |
| Octav                  | 02′    |
| Quinte                 | 01 ⁄3′ |
| Sifflöte               | 01′    |
| Cornettino III (ab g0) |        |
| Mixtur IV              |        |
| Chalumeau (ab g0)      | 08′    |

| Pedalwerk C–c1 |     |
| Untersatz      | 32′ |
| Principal      | 16′ |
| Violon         | 16′ |
| Octavbass      | 08′ |
| Quinta         | 06′ |
| Posaune        | 32′ |
| Posaune        | 16′ |
| Trompete       | 08′ |

Eine kleine Orgel ist 1506 bezeugt. Sie wurde 1577 durch ein Instrument von Rodensteen (I/8) ersetzt, das 1693 von Thayßner abgetragen wurde.

### Ladegast-Instrument von 1862
Die heutige Orgel geht auf ein Instrument, das 1862 von dem Orgelbauer Friedrich Ladegast (Weißenfels) mit mechanischen Trakturen und 83 Registern auf vier Manualen und Pedal erbaut wurde, zurück. Den Auftrag hierzu erhielt er im März 1857; erste Planungen sahen 59 Register vor. Für dieses Projekt reiste er zu Studienzwecken nach Süddeutschland und Frankreich und baute als Resultat dieser Bildungsreise in St. Nikolai erstmals eine Barkermaschine und geteilte Windladen, die über Sperrventile gesteuert werden können, ein. Ladegasts Klangbild unterschied sich aber deutlich von dem französischer Orgeln jener Zeit, bspw. von Cavaillé-Coll, indem er das Plenum dieser Orgel am Klangbild Silbermanns ausrichtete. In Ladegasts Orgel waren neun Zungenstimmen, davon fünf durchschlagende, und unter den Manualregistern nur eine einzige aufschlagende Zunge, eine Trompete, vorhanden. Sie eignete sich somit gut für die im 19. Jahrhundert wieder einsetzende Pflege der Musik Bachs. Das E des Principalbass 32′ ist die größte Prospektpfeife.
| I Hauptwerk C–f3 |         |
| Bordun (ab c0)0  | 32′     |
| Principal        | 16′     |
| Bordun           | 16′     |
| Principal        | 08′     |
| Gemshorn         | 08′     |
| Gambe            | 08′     |
| Doppelgedact     | 08′     |
| Rohrquinte       | 05 1⁄3′ |
| Octave           | 04′     |
| Spitzflöte       | 04′     |
| Rohrflöte        | 04′     |
| Terzflöte        | 03 1⁄5′ |
| Quinte           | 02 ⁄3′  |
| Septime          | 02 ⁄7′  |
| Octave           | 02′     |
| Terz             | 01 3⁄5′ |
| Cornett III-V    |         |
| Mixtur IV        | 02′     |
| Cimbel III       | 01 ⁄3′  |
| Fagott d         | 16′     |
| Trompete         | 08′     |

| II Brustwerk C–f3 |        |
| Lieblich Gedact 0 | 16′    |
| Geigenprincipal   | 08′    |
| Flauto Traverso   | 08′    |
| Doppelflöte       | 08′    |
| Harmonica         | 08′    |
| Octave            | 04′    |
| Octavflöte        | 04′    |
| Piffaro           | 04′    |
| Rohrquinte        | 02 ⁄3′ |
| Piccolo           | 02′    |
| Scharf III        | 01 ⁄3′ |
| Clarinetto        | 04′    |

| III Schwell-Oberwerk C–f3 |         |
| Principal                 | 16′     |
| Quintatön                 | 16′     |
| Principal                 | 08′     |
| Fugara                    | 08′     |
| Rohrflöte                 | 08′     |
| Bordunflöte               | 08′     |
| Quintatön                 | 08′     |
| Octave                    | 04′     |
| Hohlflöte                 | 04′     |
| Gedact                    | 04′     |
| Spitzquinte               | 02 ⁄3′  |
| Octave                    | 02′     |
| Waldflöte                 | 02′     |
| Terz                      | 01 3⁄5′ |
| Quinte                    | 01 ⁄3′  |
| Flageolet                 | 01′     |
| Cornett III (ab c0)       | 05 1⁄3′ |
| Cimbel IV                 |         |
| Oboe                      | 08′     |
| Vox Humana                | 08′     |

| IV Schwell-Echowerk C–f3 |     |
| Viola                    | 16′ |
| Viola d'Amour            | 08′ |
| Salicional               | 08′ |
| Lieblich Gedact          | 08′ |
| Sanftflöte               | 08′ |
| Unda Maris               | 08′ |
| Viola                    | 04′ |
| Zartflöte                | 04′ |
| Nassat                   | 03′ |
| Violino                  | 02′ |
| Harmonia Aetherea III    |     |
| Aeoline d                | 16′ |

| Pedalwerk C–f1 |         |
| Prinzipalbaß 0 | 32′     |
| Untersatz      | 32′     |
| Principalbaß   | 16′     |
| Subbaß         | 16′     |
| Violine        | 16′     |
| Salicet        | 16′     |
| Terz           | 12 4⁄5′ |
| Nassat         | 10 2⁄3′ |
| Octavbaß       | 08′     |
| Violoncello    | 08′     |
| Gedactflöte    | 08′     |
| Nassat         | 05 1⁄3′ |
| Octavbaß       | 04′     |
| Cornett V      | 02 ⁄3′  |
| Posaune d      | 32′     |
| Posaune a      | 16′     |
| Dulcian d      | 16′     |
| Trompete a     | 08′     |
| Trompete a     | 04′     |

- Anmerkungen:

Die mit a gekennzeichneten Zungenregister sind aufschlagend, die mit d durchschlagend.
Die Orgel war und ist (sie wurde von der 1901 fertiggestellten Orgel der Kreuzkirche Dresden (IV/91) und der in den Jahren 1929/30 auf 101 Register erweiterten und nach dem Zweiten Weltkrieg abgebrochenen Orgel des Zwickauer Doms zeitweise übertroffen) die größte Orgel Sachsens und hat die romantische Interpretation der Orgelkompositionen Johann Sebastian Bachs in der zweiten Hälfte des 19. Jahrhunderts mitgeprägt. Später baute Ladegast die Orgel um, stattete sie mit weiteren Barker-Maschinen aus, und stimmte sie etwas tiefer, auf den um 1885 gängigen Stimmton.
In den Jahren 1902 bis 1903 wurde die Orgel durch die Firma Wilhelm Sauer (Frankfurt/Oder) umgebaut und erweitert. Dabei änderte sich das Klangbild von einem hochromantischen zu einem typisch deutsch-spätromantischen. Das Pfeifenwerk blieb dabei weitgehend erhalten, die ursprünglichen, mechanischen Schleifladen wurden gegen pneumatische Kegelladen ausgetauscht, ein moderner Spieltisch installiert, und die Windanlage in das Hauptgehäuse verlegt. Gutachter empfanden einige Sauer-Register als missraten und kritisierten, dass Sauer es nicht geschafft habe, aus Ladegasts Werk eine typische Sauer-Orgel zu machen. Die Einschätzung des Umbaues durch die Prüfer fiel so schlecht aus, dass die nächsttiefere Bewertungsstufe die Abnahmeverweigerung gewesen wäre.
1934 versuchte man, von der Orgelbewegung inspiriert, auch die Ladegast-Sauer-Orgel zu barockisieren. Dabei tauschte man zwölf Register gegen neobarocke aus. Diese mischten sich aber schlecht mit dem restlichen Pfeifenbestand, so dass sie eher als Fremdkörper eine Klangaufhellung bewirkten. Außerdem waren sie zu schwach, um das grundtönige Klangbild in solch einem Maße, dass es einem barocken gleichkommt, aufzuhellen.
Im Zuge einer Restaurierung des Instruments in den Jahren 1986 bis 1988 wurden die Trakturen durch VEB Orgelbau Sauer (Frankfurt/Oder) elektrifiziert.

### Heutiges Instrument

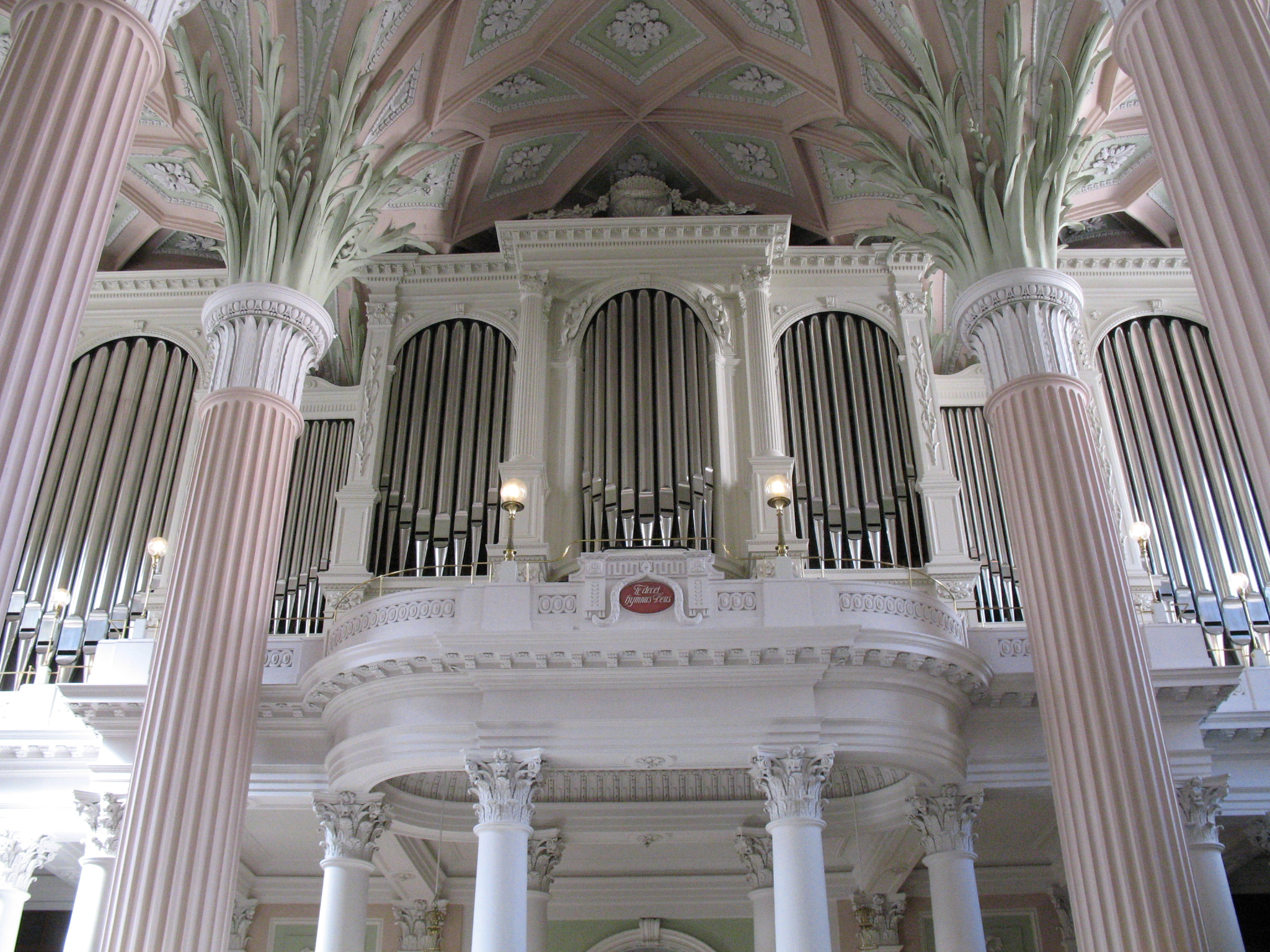
Orgel mit restauriertem Ladegast-Prospekt

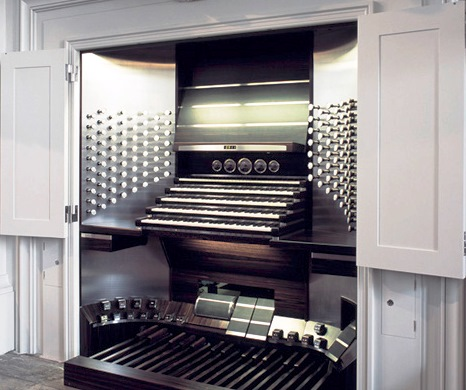
Spieltisch der heutigen Orgel im Porsche-Design, Foto von 2005

Am Ende der dritten und letzten Phase einer 1968 begonnenen Innenraumrenovierung war eine Orgelreinigung fällig. Weil diese eine teilweise Zerlegung der Orgel erfordert, nutzte man diesen Anlass zur umfangreichen Behebung etlicher Mängel: Von Ladegasts originalem Pfeifenwerk waren noch etwa 2⁄3 erhalten, das einst homogene Gesamtkonzept war durch die Eingriffe von Sauer und die weiteren Umbauten verloren gegangen. Des Weiteren führte der erhöhte Platzbedarf der von Sauer umverlegten Windanlage, der Kegelladen und zusätzlichen Register dazu, dass die Orgel, die zu jener Zeit 94 Register enthielt, im Gehäuse „total verbaut“ und die Klangabstrahlung beeinträchtigt war. Zudem war die elektropneumatische Traktur störanfällig. Ab 2002 wurde das Instrument deshalb durch die Orgelbaufirma Hermann Eule (Bautzen), in Orientierung an der historischen Orgel und unter Wiederverwendung und Restaurierung der erhaltenen, historischen Substanz im Stil Ladegasts, mit Schleifladen und mechanischen Spieltrakturen, technisch neu gebaut und in dem historischen Gehäuse von 1862 wieder aufgestellt. Die Wiedereinweihung fand am Reformationstag 2004 statt.
a) Die originale Disposition Ladegasts von 1862 wurde wiederhergestellt, wozu neun Register komplett und weitere teilweise rekonstruiert werden mussten. Hierbei konnte Fa. Eule sich an den beiden anderen großen, erhaltenen Ladegast-Orgeln in den Domen zu Schwerin und Merseburg orientieren und ihre Erfahrung aus vorangegangenen Restaurierungen von Ladegast-Orgeln nutzen. Kennt der Organist diese Disposition, kann er nun einen Klang, wie die Orgel ihn 1862 erzeugte, registrieren.
b) Man wollte jedoch keinen radikalen Rückbau auf den Zustand von 1862, sondern betrachtete die von Sauer hinzugefügten Register als historisch gewachsenen Bestandteil, der erhalten werden soll. Da die Sauer-Register aber einem anderen Klangideal als dem von Ladegast entsprachen, und auf einen höheren Winddruck eingestellt waren, mussten diese an Ladegasts Pfeifenwerk angepasst werden.
c) Das Unternehmen Eule errichtete ein neues, fünftes Manualwerk (das Schwellwerk), hauptsächlich um schwer integrierbare Sauer-Register unterzubringen.
d) Zur klanglichen Verbindung der Sauer-Register mit der Ladegast-Disposition baute Fa. Eule elf zusätzliche, neue Register, hauptsächlich aufschlagende Zungenstimmen, in die gesamte Orgel verteilt ein.
Diese umfangreiche Orgelrestaurierung kostete insgesamt rund 2,3 Millionen Euro. An dieser Summe hat sich der Autobauer Porsche, der ein Werk in Leipzig hat, mit 1,8 Millionen Euro als Sponsor beteiligt. Sichtbar ist jenes Engagement am einzigartigen Spieltisch der Orgel, der in Edelstahl ausgeführt ist und dessen Beschriftungen der Register von Designern des Autobauers entworfen wurden. Auch hat der Spieltisch runde Winddruckanzeiger, die an ein Auto-Armaturenbrett erinnern. Der Spieltisch im Design eines Sportwagen-Cockpits hat zusätzlich eine Sitzheizung für den Organisten, Schweller-Anzeiger in Tacho-Optik sowie eine „Rückblick-Kamera“ zum Blick auf das Geschehen im Altarraum. Die Gestaltung des Orgel-Spieltischs von Porsche-Designern wurde mit dem Red Dot Design Award ausgezeichnet.
2024 wurden drei Register ergänzt: Vox populi („Stimme des Volkes“ – eine Hochdruck-Tuba benannt in Anlehnung an die Friedliche Revolution von 1989), Macan (ein Carillon) und Panamera (ein Stahlspiel). Dabei wurden zwei Register nach in Leipzig gefertigten Auto-Modellen von Porsche benannt als Dank für eine Spende über 150.000 Euro. Im Volksmund wird das heutige Instrument augenzwinkernd Porsche-Orgel genannt.
Die Registrieranlage ist elektrisch, die Spieltraktur mechanisch und wird teilweise durch Barker-Maschinen unterstützt. Die Orgel hat 104 Register auf fünf Manualwerken und Pedal – damit gehört sie zu den größten Orgeln in Deutschland – und ist ausgestattet mit 6.892 Orgelpfeifen. Freitagnachmittags finden halbstündige Orgelführungen statt. Die heutige Disposition lautet:
| I Hauptwerk C–a3 |                |        |   |
| 1.               | Bordun (ab c0) | 32′    | L |
| 2.               | Principal      | 16′    | L |
| 3.               | Bordun         | 16′    | L |
| 4.               | Principal      | 08′    | L |
| 5.               | Flaut major    | 08′    | E |
| 6.               | Doppelgedackt  | 08′    | L |
| 7.               | Gemshorn       | 08′    | L |
| 8.               | Gambe          | 08′    | L |
| 9.               | Rohrquinte     | 5 1⁄3′ | L |
| 10.              | Octave         | 04′    | L |
| 11.              | Rohrflöte      | 04′    | L |
| 12.              | Spitzflöte     | 04′    | L |
| 13.              | Terzflöte      | 3 1⁄5′ | E |
| 14.              | Quinte         | 2 ⁄3′  | L |
| 15.              | Septime        | 2 ⁄7′  | E |
| 16.              | Octave         | 02′    | L |
| 17.              | Terz           | 1 3⁄5′ | L |
| 18.              | Cornett III–V  | 2 ⁄3′  | L |
| 19.              | Mixtur IV      | 02′    | L |
| 20.              | Cymbel III     | 02′    | L |
| 21.              | Trombone       | 16′    | E |
| 22.              | Trompete       | 08′    | E |
| 23.              | Trompete       | 04′    | E |

| II Oberwerk C–a3 |                   |        |   |
| 24.              | Principal (ab c0) | 16′    | L |
| 25.              | Quintatön         | 16′    | L |
| 26.              | Principal         | 08′    | L |
| 27.              | Bordunalflöte     | 08′    | L |
| 28.              | Rohrflöte         | 08′    | L |
| 29.              | Quintatön         | 08′    | L |
| 30.              | Fugara            | 08′    | L |
| 31.              | Octave            | 04′    | L |
| 32.              | Hohlflöte         | 04′    | L |
| 33.              | Gedackt           | 04′    | L |
| 34.              | Spitzquinte       | 2 ⁄3′  | L |
| 35.              | Octave            | 02′    | L |
| 36.              | Waldflöte         | 02′    | L |
| 37.              | Terz              | 1 3⁄5′ | L |
| 38.              | Quinte            | 1 ⁄3′  | L |
| 39.              | Flageolett        | 01′    | L |
| 40.              | Cornett III       | 2 ⁄3′  | L |
| 41.              | Cymbel IV         | 02′    | E |
| 42.              | Basson            | 16′    | E |
| 43.              | Trompete          | 08′    | S |
| 44.              | Clarinette        | 08′    | E |
| 45.              | Vox Populi        | 08′    | E |
|                  | Tremulant         |        |   |

| III Récit C–a3 |                           |       |   |
| 46.            | Stillgedackt              | 16′   | E |
| 47.            | Diapason                  | 08′   | S |
| 48.            | Flûte traversière         | 08′   | S |
| 49.            | Viola di Gamba            | 08′   | S |
| 50.            | Aeoline                   | 08′   | S |
| 51.            | Voix céleste (ab c0)      | 08′   | S |
| 52.            | Flûte octaviante          | 04′   | E |
| 53.            | Octavin                   | 02′   | E |
| 54.            | Plein Jeu IV–V            | 2 ⁄3′ | S |
| 55.            | Bombarde                  | 16′   | E |
| 56.            | Trompette harmonique      | 08′   | E |
| 57.            | Basson-Hautbois           | 08′   | E |
| 58.            | Clairon                   | 04′   | E |
|                | Macan (Carillon)          | 08′   | E |
|                | Vox Populi (Transmission) | 08′   | E |
|                | Tremulant                 |       |   |

| IV Brustwerk C–a3 (schwellbar) |                   |       |   |
| 59.                            | Lieblich Gedackt  | 16′   | L |
| 60.                            | Geigenprincipal   | 08′   | L |
| 61.                            | Flauto Traverso   | 08′   | L |
| 62.                            | Doppelflöte       | 08′   | L |
| 63.                            | Harmonica (ab c0) | 08′   | L |
| 64.                            | Octave            | 04′   | L |
| 65.                            | Octavflöte        | 04′   | L |
| 66.                            | Piffaro           | 04′   | E |
| 67.                            | Rohrquinte        | 2 ⁄3′ | L |
| 68.                            | Piccolo           | 02′   | L |
| 69.                            | Scharf III        | 1 ⁄3′ | L |
| 70.                            | Fagott            | 16′   | E |
| 71.                            | Oboe              | 08′   | E |
| 72.                            | Cor anglais       | 08′   | S |
|                                | Tremulant         |       |   |

| V Echo C–a3 (schwellbar) |                        |       |      |
| 73.                      | Viola                  | 16′   | L    |
| 74.                      | Sanftflöte             | 08′   | L, E |
| 75.                      | Lieblich Gedackt       | 08′   | L    |
| 76.                      | Viola d’amour          | 08′   | L    |
| 77.                      | Salicional             | 08′   | L    |
| 78.                      | Unda maris II (ab c0)  | 08′   | L    |
| 79.                      | Zartflöte              | 04′   | L    |
| 80.                      | Viola                  | 04′   | L    |
| 81.                      | Nasat                  | 2 ⁄3′ | L    |
| 82.                      | Violino                | 02′   | L    |
| 83.                      | Harmonica aetherea III | 2 ⁄3′ | L    |
| 84.                      | Aeoline                | 16′   | E    |
| 85.                      | Vox Humana             | 08′   | S    |
|                          | Panamera (Stahlspiel)  | 08′   | S    |
|                          | Tremulant              |       |      |

| Pedal C–f1 |                  |         |   |
| 86.        | Principalbass    | 32′     | L |
| 87.        | Untersatz        | 32′     | S |
| 88.        | Principalbass    | 16′     | L |
| 89.        | Subbass          | 16′     | T |
| 90.        | Violon           | 16′     | L |
| 91.        | Salicet          | 16′     | L |
| 92.        | Terz             | 12 4⁄5′ | L |
| 93.        | Nasat            | 10 2⁄3′ | E |
| 94.        | Octavbass        | 08′     | L |
| 95.        | Bassflöte        | 08′     | L |
| 96.        | Violoncello      | 08′     | L |
| 97.        | Nasat            | 5 1⁄3′  | E |
| 98.        | Octavbass        | 04′     | L |
| 99.        | Cornett V        | 2 ⁄3′   | L |
| 100.       | Posaunenbass     | 32′     | E |
| 101.       | Posaunenbass     | 16′     | E |
| 102.       | Dulcian          | 16′     | E |
| 103.       | Trompete         | 08′     | E |
| 104.       | Trompete clarino | 04′     | E |

- Koppeln:
  - Normalkoppeln:  II/I, III/I, IV/, III/II, IV/II, IV/III, V/VI, I/P, II/P III/P, IV/P, V/P
  - Superoktavkoppel:  III/P
  - Suboktavkoppel:  III/I
- Spielhilfen: 90.000-fache Setzeranlage, Crescendowalze, Absteller
- Anmerkungen:

T = Register weitgehend von Trampeli
L = Bestand von 1862 (Friedrich Ladegast)
S = Register von Sauer (1903)
E = Register von Eule (2004)
Während der Umbau- und Restaurierungsarbeiten an der Ladegast-Orgel stand das op. 644 von Firma Eule, eine 2002 nach italienischen Vorbildern gebaute, zweimanualige Orgel mit 17 Registern nahe dem Chorraum aufgestellt als Interimsorgel zur Verfügung. Diese Orgel steht seit 2012 in der Marienkapelle des Naumburger Doms.
An Stelle der Interimsorgel hatte zuvor lange Zeit eine Kleinorgel der Fa. Alexander Schuke Potsdam Orgelbau aus den 1950er-Jahren gestanden.

## Glocken

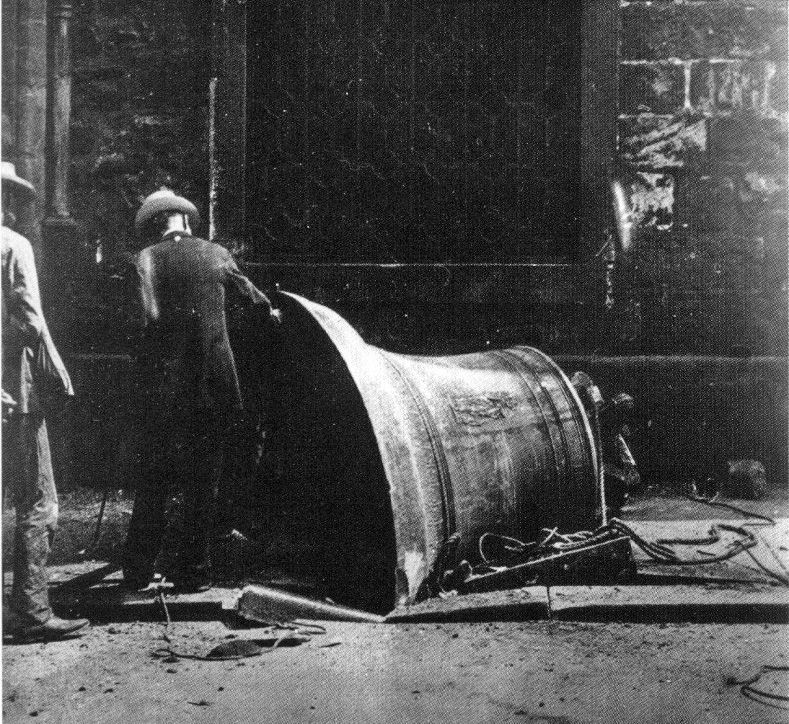
Abgestürzte Osanna am Fuß des Südturms (1917)

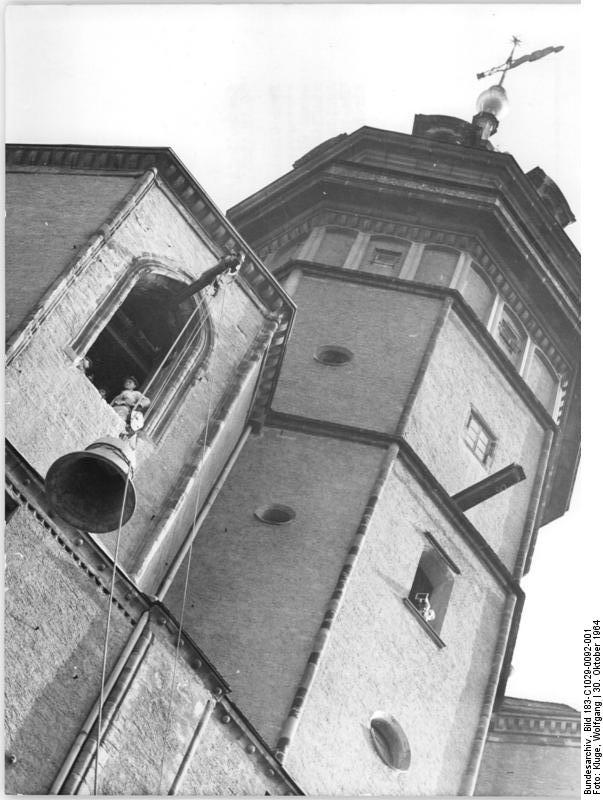
1964: Aufzug der Schilling-Glocken

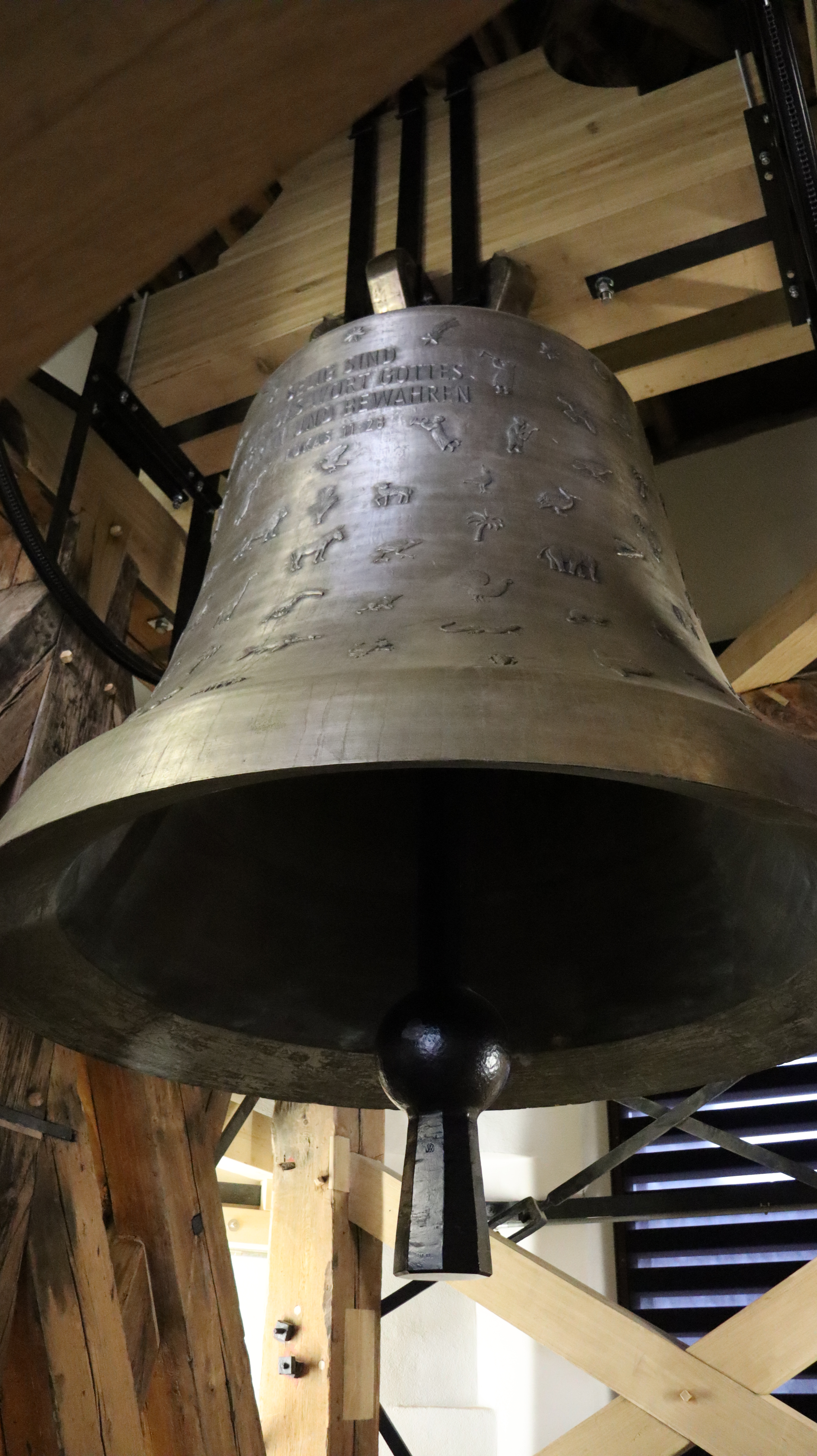
Osanna mit neuem Joch im historischen Glockenstuhl (2019)

Im Jahre 1452 wurde im Nordturm der Nikolaikirche die erste Glocke aufgehängt: Die Glocke trug den Namen Osanna; sie war von Nikolaus Eisenberg mit Darstellungen des gekreuzigten Jesus und der vier Evangelisten, des heiligen Martin und des Schutzpatrons dieser Kirche, des heiligen Nikolaus, verziert. Die Glocke läutete nicht nur die Gottesdienste ein, sondern wurde auch als Feuerglocke genutzt.
1633 wurde die Osanna von 1452 durch Beschuss beschädigt; kurz darauf zersprang sie bei einem Läuten. Der Glockengießer Jakob König (Erfurt) schmolz die Bruchstücke 1634 ein und goss eine neue „Osanna“ mit einem Gewicht von „114 Centnern“. Nachdem diese Glocke 1867 einen Sprung erlitten hatte, goss die Leipziger Glockengießerei Gustav Adolph Jauck im Jahre 1869 ein komplettes, neues Geläut mit vier Glocken. Die größte Glocke (auch „Große Glocke“, „Osanna“) mit dem Schlagton g0 wog 4.055 kg und wurde im Südturm aufgehängt; ihre Inschrift lautete: EHRE SEI GOTT IN DER HOEHE – An Christo Jesu haben wir die Erlösung durch sein Blut, nämlich die Vergebung der Sünden Eph. 4,7. Im Nordturm wurden drei Glocken aufgehängt: die „Brautglocke“ (2.060 kg) mit dem Schlagton h0, die „Beichtglocke“ (1.220 kg) mit dem Schlagton d1 und die „Morgenglocke“ (520 kg) mit dem Schlagton g1.
1737 goss Johann Gottfried Weinholdt (Dresden) eine neue Uhrschlagglocke, welche bis heute in der Laterne des Mittelturms hängt.
1917 mussten drei Glocken an die Rüstungsindustrie abgegeben werden. Als die „Osanna“ aus dem Südturm gehoben wurde, riss das Halteseil; die Glocke stürzte ab und drang fast einen halben Meter tief in das Straßenpflaster ein, soll aber ohne nennenswerten Schaden geblieben sein – abgesehen von einem Materialausbruch am Schlagring. Neben der „Osanna“ wurden auch die Brautglocke und die Morgenglocke zum Einschmelzen abtransportiert. Lediglich die Beichtglocke und die Uhrschlagglocke konnten mit einem Schutzschein des Kunstgewerbemuseums gerettet werden. Der Glockenstuhl und das Holzjoch im Südturm blieben erhalten.
Im Juli 1925 goss Otto Schilling (Apolda) zwei neue Bronzeglocken mit Gewichten von 2.150 und 1.280 kg und den Schlagtönen h0 und e1. Vor dem Zweiten Weltkrieg hatte die Nikolaikirche somit drei Läuteglocken.
Im Dezember 1941 wurden die beiden größeren Glocken des Geläuts mit den Schlagtönen h0 (von 1925) und d1 (Beichtglocke von 1869) wiederum für die Rüstungsindustrie beschlagnahmt. Die Nikolaigemeinde behielt lediglich die e1-Glocke von 1925. Auch die Uhrschlagglocke war nun zum Einschmelzen vorgesehen. Um sie aus dem Turm abzulassen, hätten aber Gewölbe aufgestemmt werden müssen, wodurch die Standsicherheit des Turms laut einem Gutachten von November 1941 gefährdet wäre. Deshalb blieb diese Glocke erhalten.
1964 goss der Glockengießer Franz Schilling (Apolda) zwei neue Glocken. Beide wurden in einer neu konstruierten, leichteren Rippe mit verringerten Durchmessern gefertigt, da man Bedenken hatte, ob die neue große Glocke (welche bei herkömmlicher Rippenkonstruktion einem Durchmesser von 1,60 m hätte) in dem nach wie vor vorhandenen, nach dem Zweiten Weltkrieg nur notdürftig instandgesetzten stählernen Glockenstuhl des Nordturms montiert und geläutet werden konnte. Durch die Anwendung einer leichteren Rippe konnte ihr Durchmesser auf 1,52 m reduziert werden, was allerdings, in Verbindung mit der Aufhängung an einem gekröpften Stahljoch, auch klangliche Einbußen brachte. Die beiden Klangkörper haben dieselben Schlagtöne wie die beiden 1941 beschlagnahmten Glocken (h0 und d1); sie tragen die Inschriften: „Ehre sei Gott in der Höhe und Friede auf Erden und den Menschen ein Wohlgefallen“. Es sind die Worte, die das Geläut von 1869 trug.
Die Kirchgemeinde setzte sich das Ziel, dass zum 30. Jahrestag der Friedlichen Revolution am 9. Oktober 2019 ein Geläut mit acht Glocken erklingen soll. Dazu lief eine Spendensammelaktion mit dem Ziel von 136.000 Euro. Schirmherr des Glockenprojekts war Joachim Gauck. Die Namen der Glocken und ihre Aufschriften standen fest. Bei der Planung des neuen Geläuts wurde auf eine klangliche Harmonie mit dem der Thomaskirche geachtet, da die Glocken jeweils einer Kirche auch an der anderen zu hören sind.
Seit dem 30. Juni 2019 hängen in den Türmen der Nikolaikirche acht bronzene Läuteglocken: ergänzt werden die beiden Glocken von 1964 durch sechs neue Glocken aus der Glockengießerei Bachert, Neunkirchen (Baden). Die Glocken von 1964 wurden zur klanglichen Abstimmung mit den sechs neuen Klangkörpern vorübergehend in die Gießerei Bachert gebracht. Die Ankunft der acht Glocken in Leipzig wurde in Anwesenheit vieler Zuschauer ausgiebig zelebriert und die geschmückten Klangkörper vor dem Einheben in den Turm auf der offenen Ladefläche eines Sattelschleppers auf dem extra dafür gesperrten Innenstadtring herumgefahren. Die e1-Glocke von 1925 passt nicht zum neuen Geläut und wurde in einem kirchlichen Depot untergestellt, bis ein neuer Einsatzort für sie gefunden ist. Sie bleibt im Eigentum der Nikolaigemeinde und würde dann als Leihgabe in einem anderen Turm erklingen.
Die neuen Glocken gelten in gusstechnischer und klanglicher Hinsicht als gelungen. Bei der tontiefsten Glocke Osanna maß man eine Abklingdauer von über 300 Sekunden. Sie wurde aus Bronze mit 78 % Kupfer und 22 % Zinn gegossen und am 30. Juni 2019 in den Südturm gehoben, wozu das straßenseitige Schallloch des Turms aufgestemmt werden musste. Die Osanna hängt in dem instand gesetzten Glockenstuhl von 1793, der bereits die große Glocke von Gustav Adolph Jauck (1869) trug. Da die neue Osanna mit 6.700 kg deutlich schwerer als vorgesehen (ca. 6.000 kg) geriet, waren zusätzliche, teure Arbeiten am Klöppel und am Joch, sowie eine Überarbeitung der Tragwerksplanung erforderlich geworden. Die anderen sieben Läuteglocken hängen in einem neuen, hölzernen Glockenstuhl im Nordturm, auch die Stahljoche der beiden Schilling-Glocken wurden durch gerade Holzjoche ersetzt.
Nach vorheriger Anmeldung werden Turmexkursionen durchgeführt.
| Nr. | Name       | Gussjahr | Gießer                  | Durchmesser (mm) | Gewicht (kg) | Nominal (16tel) | Inschrift, Anmerkungen |
| --- | ---------- | -------- | ----------------------- | ---------------- | ------------ | --------------- | --- |
| 1   | Osanna     | 2019     | A. Bachert, Neunkirchen | ≈ 2.120          | 6.700        | g0 −3           | Festtagsglocke Inschrift: Selig sind, die das Wort Gottes hören und bewahren. (Lukas 11,28)                                   |
| 2   | Gloria     | 1964     | Franz Schilling, Apolda | 1.520            | 2.342        | h0 −3           | Auferstehungsglocke Selig seid ihr, die ihr jetzt weint; denn ihr werdet lachen. (Lukas 6,21)                                 |
| 3   | Kyrie      | 1964     | Franz Schilling, Apolda | 1.310            | 1.284        | d1 −4           | Gebetsglocke Selig sind, die da hungert und dürstet nach der Gerechtigkeit; denn sie sollen satt werden. (Matthäus 5,6)       |
| 4   | Credo      | 2019     | A. Bachert, Neunkirchen | ≈ 1.225          | 1.065        | e1 −3           | Bekenntnisglocke Selig sind, die um der Gerechtigkeit willen verfolgt werden; denn ihrer ist das Himmelreich. (Matthäus 5,10) |
| 5   | Pax        | 2019     | A. Bachert, Neunkirchen | ≈ 1.150          | 900          | fis1 −3         | Friedensglocke Selig sind, die Frieden stiften; denn sie werden Gottes Kinder heißen. (Matthäus 5,9)                          |
| 6   | Benedictus | 2019     | A. Bachert, Neunkirchen | ≈ 1.060          | 710          | g1 −1           | Segnungsglocke Selig sind die Barmherzigen; denn sie werden Barmherzigkeit erlangen. (Matthäus 5,7)                           |
| 7   | Sanctus    | 2019     | A. Bachert, Neunkirchen | ≈ 965            | 545          | a1 −1           | Trauglocke Selig sind, die reinen Herzens sind; denn sie werden Gott schauen. (Matthäus 5,8)                                  |
| 8   | Agnus Dei  | 2019     | A. Bachert, Neunkirchen | ≈ 880            | 420          | h1 −1           | Taufglocke Selig sind, die nicht sehen und doch glauben! (Johannes 20,29)                                                     |

## Geistliche, Organisten und Kantoren

### Geistliche (1. Pfarrerstelle)
- 1540: Johann Pfeffinger
- 1573: Wolfgang Harder
- 1594: Cornelius Becker
- 1604: Vincenz Schmuck
- 1628: Johann Höpner
- 1646: Johann Hülsemann
- 1661: Samuel Lange
- 1665: Elias Sigismund Reinhardt
- 1670: Georg Lehmann
- 1699: Thomas Ittig
- 1710: Johann Dornfeld
- 1721: Salomon Deyling
- 1755: Christian Gottlob Eichler
- 1785: Johann Adolph Scharff
- 1791: Christian Gottlieb Kühnöl
- 1805: Johann August Wolf
- 1809: Christoph Friedrich Enke
- 1835: Johann David Goldhorn
- 1837: Karl Gottfried Bauer
- 1843: Karl Christian Friedrich Siegel
- 1847: Gottlieb Christoph Adolf Harleß
- 1851: Johann Friedrich Ahlfeld
- 1882: Johannes Theodor Oskar Pank
- 1885: Hermann Wilhelm Heinrich Hölscher
- 1911: Max Ludwig Wilhelm Schmidt
- 1925: Arthur Edmund Georg Schröder
- 1927: Karl Hermann Theodor Kühn
- 1934: Oskar Alexander Bruns
- 1948: Friedrich Gerhard Pfeiffer
- 1957: Karl Ludwig Wolfgang Arnold
- 1975: Ernst Gersdorf
- 1982–1995: Friedrich Magirius
- 1996–2003: Ekkehard Vollbach
- 2004–2020: Martin Henker
- seit 2020: Sebastian Feydt[50]

### Organisten und Kantoren
- Johann Rosenmüller, 1651–1655
- Adam Krieger, 1655–1657
- Elias Nathusius, 1657–1676
- Gottfried Vopelius, 1677–??
- Johann Gottlieb Görner, 1721–1723
- Johann Sebastian Bach, 1723–1750
- August Eberhard Müller, 1794–1804
- Adolph Heinrich Müller, 1804–1837
- Carl Ferdinand Becker, 1837–1854
- Christian Hermann Schellenberg, 1854–1862
- Ernst Friedrich Richter, 1863–1868
- Robert Papperitz, 1868–1899
- Carl Heynsen, 1900–1926
- Karl Hoyer, 1926–1936
- Walter Zöllner, 1936–1942
- Johannes Piersig, 1942–1959
- Wolfgang Hofmann, 1959–1993
- Jürgen Wolf, 1993–März 2019
- Stephan Gogolka (Interims-Chorleiter), 
März 2019–März 2020, April–Dezember 2021
- Maria Wolfsberger (Interims-Kantorin), 
März 2019–März 2020, April–Dezember 2021
- Lucas Pohle, März 2020–April 2021
- Markus Kaufmann, ab 1. Advent 2021

## Sehenswürdigkeiten

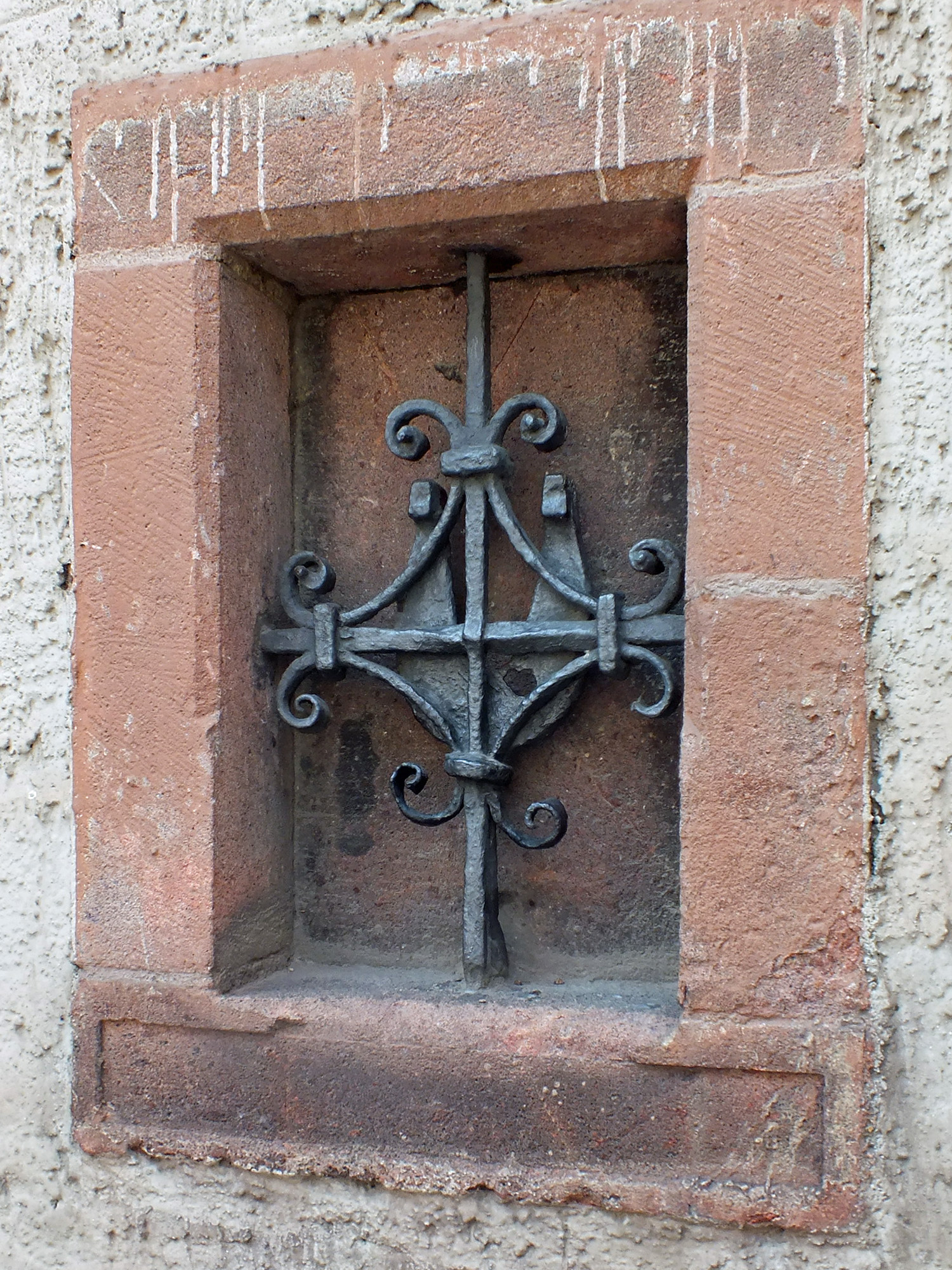
Das historische Hufeisen

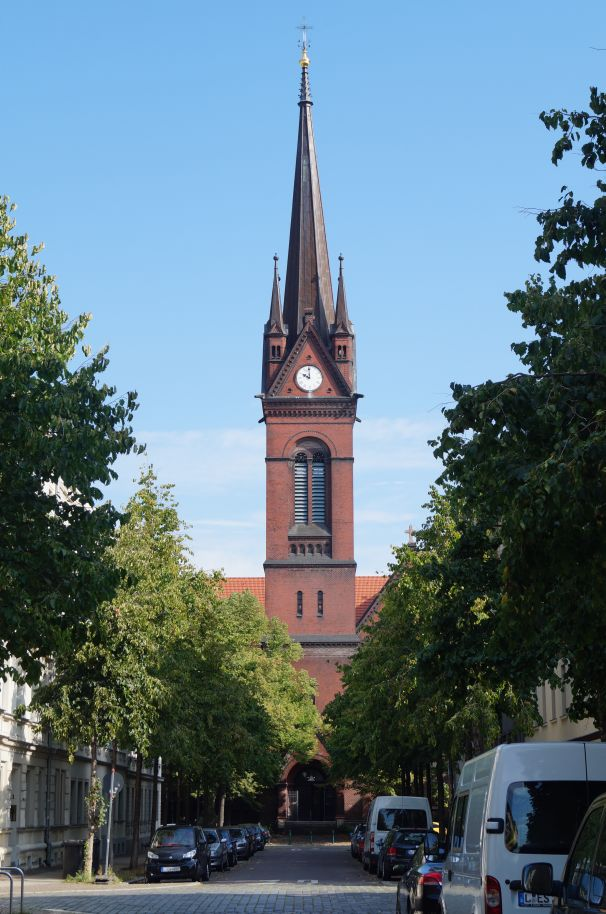
Heilig-Kreuz-Kirche Leipzig

- Grab von Petrus Mosellanus

## Varia
- An der südlichen Außenseite des Chores befindet sich in einer Nische ein leicht überdimensioniertes Hufeisen. Seine Herkunft ist ungeklärt. Deshalb ranken sich Sagen darum. Eine schreibt es dem Pferd des heiligen Georg zu, das es beim Kampfe Georgs mit dem Drachen verloren habe. Eine andere bringt es mit dem Tode des Landgrafen Diezmann 1307 in Leipzig in Verbindung, dessen Pferd bei einer Verfolgung durch die Stadt ein Hufeisen verlor, das bis in die Nikolaikirche geschleudert worden sei.[51][52]

Wichtig war das Hufeisen, in dem ein ehemaliges Zunftzeichen eines Leipziger Schmiedemeisters vermutet werden kann, für wandernde Handwerksgesellen, die mit der genauen Kenntnis der Lage dieses Wahrzeichens der Stadt nachweisen konnten, in Leipzig gewesen zu sein.
- Mit den Geschehnissen um die Nikolaikirche von 1987 bis 1989 setzt sich der Schriftsteller Erich Loest in seinem 1995 erschienenen Roman Nikolaikirche auseinander.[54] Das Buch wurde auch 1995 verfilmt.
- Ein etwas anderes Bild aus Sicht jugendlicher Oppositioneller zeichnet der Schriftsteller Martin Jankowski, der jahrelang selbst die Friedensgebete mitgestaltete, in seinem Roman Rabet oder Das Verschwinden einer Himmelsrichtung.[55]
- Sir Colin Mawby komponierte in Erinnerung an Pfarrer Christian Führer das Oratorium Ecce homo, das unter Leitung von Frank-Steffen Elster (Gewandhaus zu Leipzig) am 26. Mai 2016 mit über 200 Mitwirkenden in der Nikolaikirche uraufgeführt wurde. Es ist „Allen Frauen, Männern und Kindern gewidmet, die versuchen, der inneren Stimme ihres Gewissens trotz Gefahr, Verfolgung und Angst zu folgen – wie die Demonstrierenden der Friedlichen Revolution am 9. Oktober 1989 in Leipzig“.
- Die Nikolaikirche erhielt Mitte der 1970er Jahre finanzielle Unterstützung zur Sanierung aus einem Kirchenbauprogramm in der DDR, das von der EKD finanziert war.[56]